# Strohgäubahn
| |                                                      |                                   |                                   |
| Streckennummer: | 9486                                                 |                                   |                                   |
| Kursbuchstrecke (DB): | 790.61                                               |                                   |                                   |
| Kursbuchstrecke: | 327a (1946)                                          |                                   |                                   |
| Streckenlänge: | 22,2 km                                              |                                   |                                   |
| Spurweite: | 1435 mm (Normalspur)                                 |                                   |                                   |
| Streckenklasse: | CE (Korntal–Heimerdingen) C2 (Heimerdingen–Weissach) |                                   |                                   |
| Maximale Neigung: | 24 ‰                                                 |                                   |                                   |
| Minimaler Radius: | 160 m                                                |                                   |                                   |
| Streckengeschwindigkeit: | 80 km/h                                              |                                   |                                   |
| |                                                      |                                   |                                   |
| \| \| \| Schwarzwaldbahn von Stuttgart \| \| \| \| \| Güterstrecke von Kornwestheim Rbf \| \| \| \| 0,0 \| Korntal \| 306 m \| \| \| \| Schwarzwaldbahn nach Calw \| \| \| \| 1,3 \| Korntal Gymnasium \| Korntal Gymnasium \| \| \| 4,4 \| Münchingen-Rührberg (seit 2001) \| Münchingen-Rührberg (seit 2001) \| \| \| 5,2 \| Münchingen \| 300 m \| \| \| 7,9 \| Schwieberdingen \| 261 m \| \| \| 8,1 \| Glems \| Glems \| \| \| 11,4 \| Hemmingen \| 319 m \| \| \| 16,3 \| Heimerdingen \| 386 m \| \| \| \| Awanst Bonlanden (bis 1989) \| \| \| \| 22,2 \| Weissach \| 351 m \| |                                                      |                                   |                                   |
| Strecke |                                                      | Schwarzwaldbahn von Stuttgart     | Schwarzwaldbahn von Stuttgart     |
| Abzweig geradeaus und von rechts |                                                      | Güterstrecke von Kornwestheim Rbf | Güterstrecke von Kornwestheim Rbf |
| Bahnhof mit S-Bahn-Halt | 0,0                                                  | Korntal                           | 306 m                             |
| Abzweig geradeaus und nach links |                                                      | Schwarzwaldbahn nach Calw         | Schwarzwaldbahn nach Calw         |
| Haltepunkt / Haltestelle | 1,3                                                  | Korntal Gymnasium                 | Korntal Gymnasium                 |
| Haltepunkt / Haltestelle | 4,4                                                  | Münchingen-Rührberg (seit 2001)   | Münchingen-Rührberg (seit 2001)   |
| Bahnhof | 5,2                                                  | Münchingen                        | 300 m                             |
| Bahnhof | 7,9                                                  | Schwieberdingen                   | 261 m                             |
| Brücke über Wasserlauf | 8,1                                                  | Glems                             | Glems                             |
| Bahnhof | 11,4                                                 | Hemmingen                         | 319 m                             |
| Bahnhof | 16,3                                                 | Heimerdingen                      | 386 m                             |
| ehemalige Blockstelle |                                                      | Awanst Bonlanden (bis 1989)       | Awanst Bonlanden (bis 1989)       |
| Kopfbahnhof Streckenende | 22,2                                                 | Weissach                          | 351 m                             |

Die Strohgäubahn ist eine 22,2 Kilometer lange, eingleisige und normalspurige Nebenbahn im Strohgäu, die als Stichbahn Korntal mit Weissach verbindet und von der Württembergischen Eisenbahngesellschaft (WEG) im Auftrag des Zweckverbands Strohgäubahn betrieben wird. Die Bahnstrecke ist nicht elektrifiziert und wird ausschließlich im Personenverkehr von der WEG befahren. Seit dem Fahrplanwechsel im Dezember 2017 ist das Teilstück zwischen Heimerdingen und Weissach ohne regulären Verkehr. Die Strecke wird von der Regionalbahnlinie RB 47 befahren, vor der landesweiten Einführung der Liniennummern im Dezember 2019 wurde sie im Verkehrs- und Tarifverbund Stuttgart als Linie R 61 geführt.

## Geschichte
1898 war die Strohgäubahn als Meterspurbahn von Zuffenhausen nach Pforzheim über die Gemeinden Münchingen, Schwieberdingen, Hemmingen, Heimerdingen, Weissach, Eberdingen, Nußdorf, Iptingen, Mönsheim, Wurmberg und Wiernsheim mit einer Gesamtlänge von 50,5 Kilometern geplant. Auf der Strecke sollten Personen und Güter befördert und somit die Perspektive der im Schatten der Industrialisierung stehenden landwirtschaftlich geprägten Dörfer verbessert werden.
Da die von den Gemeinden am 31. Januar 1898 den „Hohen Landständen“ (Kammer der Abgeordneten und Kammer der Standesherren) vorgelegte Petition mit der Bitte um einen Staatsbeitrag im August 1898 abgelehnt wurde und auch eine weitere Petition vom 1. November 1898 für eine Stichstrecke Zuffenhausen – Weissach auf die lange Bank geschoben wurde, erklärte sich die Westdeutsche Eisenbahngesellschaft in Köln bereit, die Bahn auch ohne Staatsbeitrag zu bauen und zu betreiben. Die staatliche Konzession für die Bahn von Korntal nach Weissach wurde am 4. Mai 1901 erteilt. Da sich der Bau aus verschiedenen Gründen verzögerte, konnte die Bahn erst am 13. August 1906 eröffnet werden. Sie wurde von den Württembergischen Nebenbahnen (WN), einer Tochtergesellschaft der Westdeutschen Eisenbahngesellschaft, betrieben. Diese ging 1905 aus der Filderbahn-Gesellschaft hervor und betrieb weiterhin auch die Bahnstrecken auf den Fildern. Bereits 1935 wurde der erste Verbrennungstriebwagen in den Dienst gestellt. Doch die Humboldt-Lokomotiven aus der Eröffnungszeit hielten sich bis zu ihrem endgültigen Aus zum Ende der 1950er Jahre. Ab 1952 übernahmen Esslinger- und Fuchs-Triebwagen den Dienst. Ab 1965 wurden diese durch MAN-Schienenbusse ergänzt. Ab 1979 kamen zeitweise Diesellokomotiven auf die Strecke. Im Jahr 1981 wurde der speziell für die WN, die SWEG und die Kahlgrund-Eisenbahn AG entwickelte Dieseltriebwagentyp NE 81 in Betrieb genommen. 1984 fusionierten die WN mit der Württembergischen Eisenbahngesellschaft (WEG) zur neuen WEG, welche seither die Strecke betreibt.
Im Dezember 2009 wurde von den Gemeinden Ditzingen, Korntal-Münchingen, Hemmingen und Schwieberdingen der Zweckverband Strohgäubahn gegründet. Er kaufte der WEG die Strecke zwischen Korntal und Heimerdingen ab, die Betriebsführung verbleibt bei der WEG.

### Personenverkehr

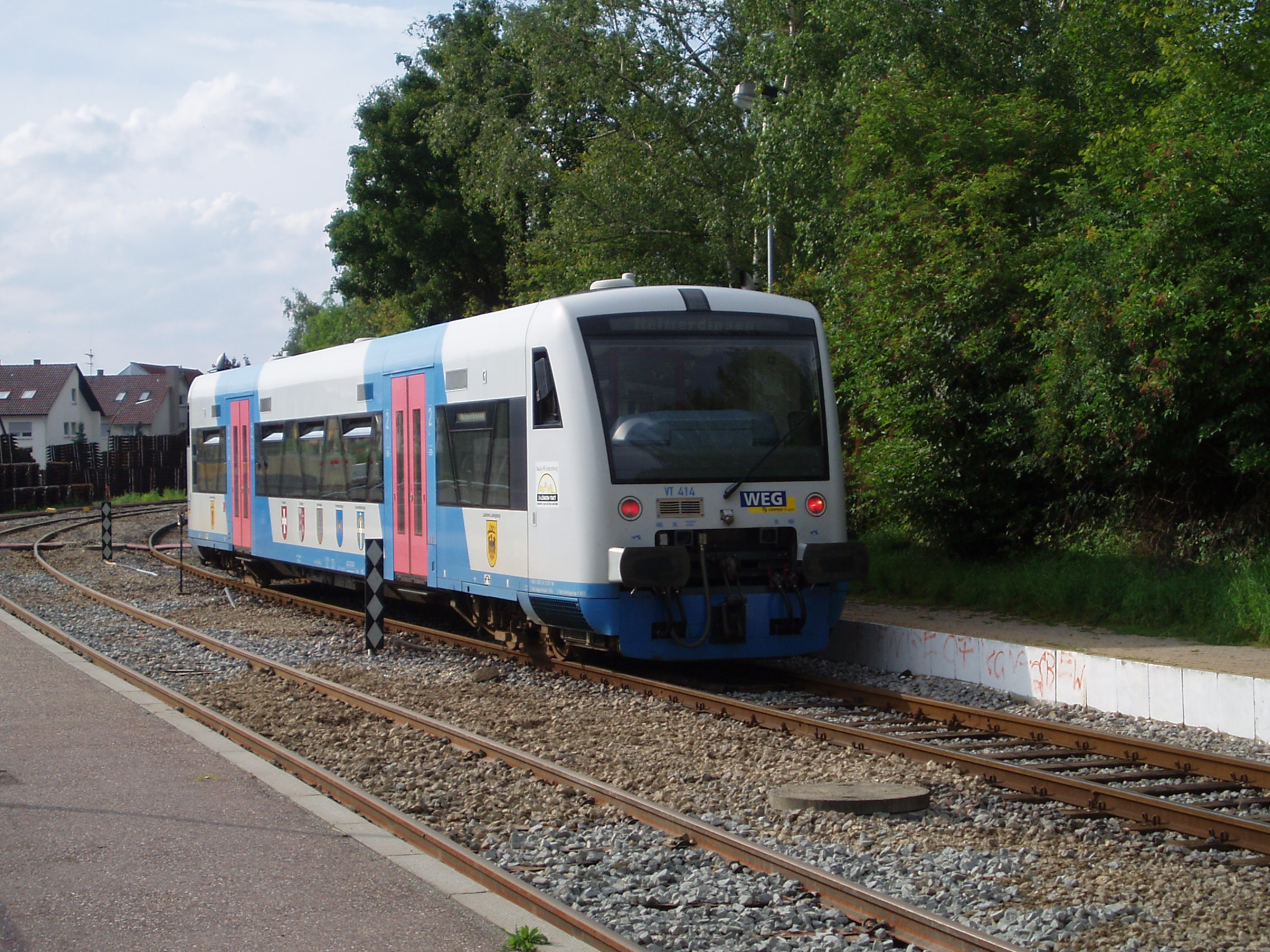
Regio-Shuttle-Triebwagen der Strohgäubahn im Bahnhof Münchingen

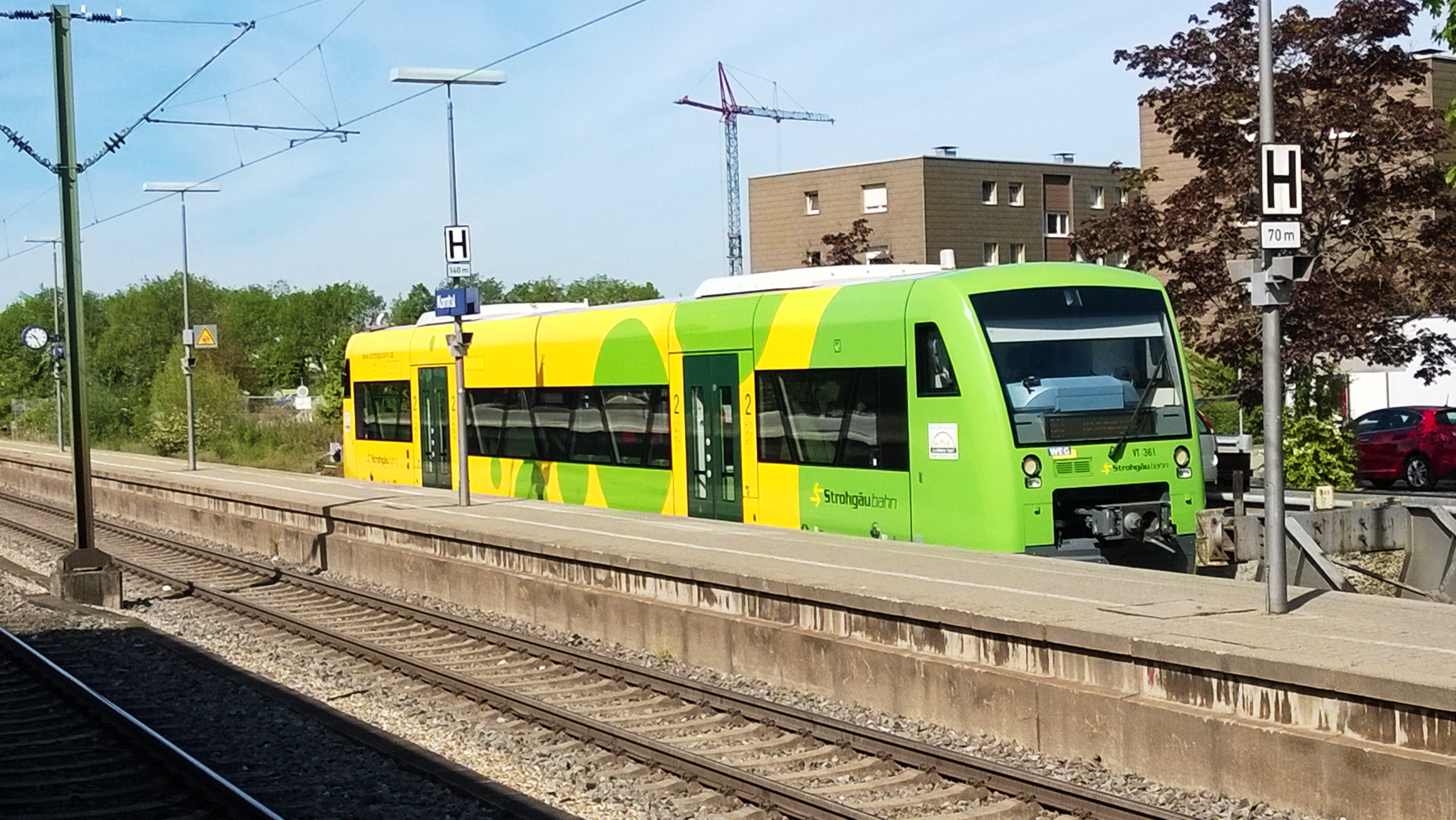
Neuer Zug in Korntal (ab 2012)

Der Personenverkehr war in den Anfangsjahren der Strohgäubahn von großer Bedeutung, da er es ermöglichte, schnell zwischen Stuttgart und den Strohgäugemeinden zu pendeln. Mit dem zunehmenden Busverkehr und der Einrichtung der Regionalbuslinie von Hemmingen nach Feuerbach (jetzt Linie 501) geriet der Personenverkehr aber zusehends in eine Krise. Nach einem schweren Zugunglück zwischen Schwieberdingen und Münchingen am 24. Juni 1969 mit einem Toten und über 40 Verletzten wurden Vorwürfe wegen der unzureichenden Sicherheitsvorkehrungen und Forderungen nach einer vollständigen Einstellung des Personenverkehrs laut. Der Betrieb wurde jedoch aufrechterhalten. Im Dezember 1978 wurde der Verkehr auf vier Personenzugfahrten täglich reduziert. Mit der beschlossenen Modernisierung der Bahnlinie ab 1980 kam die Wende. Zum 1. Juni 1982 wurde die Bahn in den Zeitkartentarif des Verkehrs- und Tarifverbund Stuttgart (VVS) aufgenommen. Gleichzeitig wurden die oben angeführten zwei NE-81-Garnituren beschafft und der Fahrplan gestrafft. Münchingen wurde zum Kreuzungsbahnhof umgebaut und mit einem zweiten Bahnsteig versehen. Damit die Züge ohne großen Aufwand kreuzen können, wurden Rückfallweichen eingebaut. 1993 wurde eine weitere Serie NE 81 bestellt.
Der Bahnhof Schwieberdingen wurde 1996 zum Kreuzungsbahnhof mit Rückfallweichen und Mittelbahnsteig umgebaut, dabei wurde der Bahnsteig um 100 m nach Westen verlegt. Ebenfalls im Jahre 1996 wurden drei Regio-Shuttle-Triebwagen RS 1 beschafft. Diese Fahrzeuge wurden Anfang 2013 an die Schönbuchbahn abgegeben. Die letzten älteren Fahrzeuge, eine Schienenbusgarnitur (Triebwagen, Mittelwagen und Steuerwagen), waren bis 2001 in Weissach als Betriebsreserve stationiert. In den letzten Jahren wurden alle Bahnübergange und Feldwegekreuzungen zwischen Korntal und Heimerdingen entweder durch eine Lichtzeichenanlage gesichert oder aufgehoben. Somit ist das einst charakteristische Pfeifen an Überwegen nur noch zwischen Heimerdingen und Weissach zu hören.
Zum Fahrplanwechsel im Dezember 2012 wurden acht neue RS 1 mit Scharfenbergkupplungen in Betrieb genommen, die Eigentum des Zweckverbandes Strohgäubahn sind und dessen gesamten Fahrzeugbestand darstellen.
2012 wurde der Personenverkehr zwischen Hemmingen und Weissach aufgegeben. Anschließend wurde die Strecke zwischen Hemmingen und Heimerdingen saniert. Im September 2018 wurde der Personenverkehr auf diesem Stück wieder aufgenommen. Die Reaktivierung des Teilstücks zwischen Heimerdingen und Weissach war seitdem mehrfach Diskussionsgegenstand – sowohl im Weissacher Gemeinderat als auch in der Regionalversammlung. Das Land Baden-Württemberg fördert eine Machbarkeitsstudie, die die Wirtschaftlichkeit der Sanierung des Streckenabschnitts prüfen soll.

### Güterverkehr

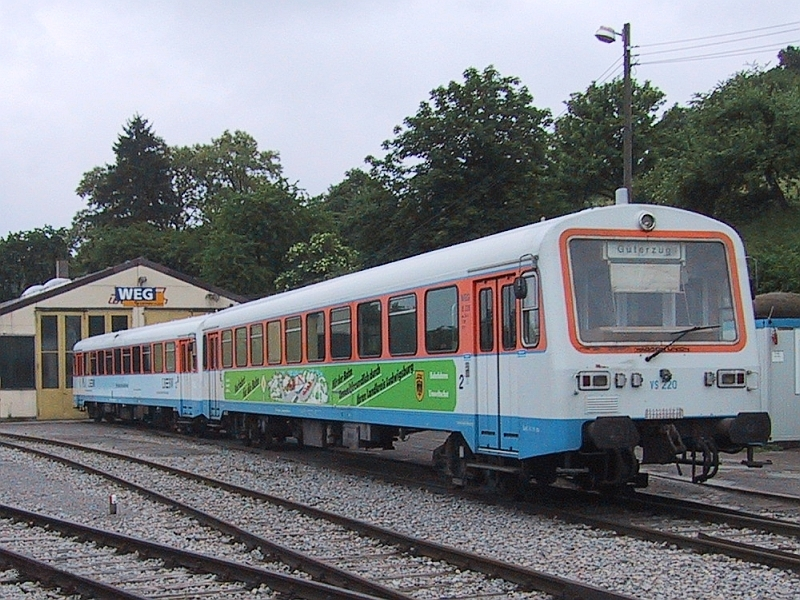
NE-81-Triebwagen wurden zeitweise als Schlepptriebwagen im Güterverkehr herangezogen, hier im Bahnhof Weissach

Im Güterverkehr spielten in der Vergangenheit Holz (vom ehemaligen Holzverladegleis Bonlanden zwischen Heimerdingen und Weissach), Güter von und für die WLZ-Raiffeisen-Filialen entlang der Strecke, Stückgut und zur Erntezeit Rübentransporte die Hauptrolle. Viele Transporte wurden infolge der Stilllegungsgerüchte auf die Straße verlegt.
Noch im Jahre 1989 hatte man für den enormen Zuckerrüben- und Stückguttransport eine ehemalige Vorserien-Diesellokomotive V 160 der Deutschen Bundesbahn („Lollo“) von der Hersfelder Kreisbahn beschafft. Als dann in den 1990er Jahren der Rübentransport auf der Strecke vollständig eingestellt wurde, erreichte der Güterverkehr seinen vorläufigen Tiefpunkt.
In dieser Zeit wurden nur noch die Filialen der WLZ in unregelmäßigen Intervallen bedient. Einige Jahre später begann der Klärschlammtransport für die Firma Awilog von Heimerdingen nach Korntal. Die Güterzüge verkehrten durchschnittlich dreimal pro Woche mit durchschnittlich einem bis drei Niederbordwagen, bis der Dienst 2001 eingestellt wurde. Das Verladegleis in Heimerdingen ist mittlerweile im Zuge der Renovierung der Strohgäubahn gesperrt.
Kurze Zeit später wurde auch der WLZ-Verkehr endgültig – zuerst nach Münchingen und dann auch nach Heimerdingen – eingestellt. Die Anschluss- und Verladegleise der Firma WLZ wurden zum größten Teil unterbrochen oder zurückgebaut. Erwähnenswert ist der für die Dauer von zwei Jahren durch den Orkan Lothar im Jahre 1999 verursachte Bruchholztransport aus dem Schwarzwald. Hierfür wurden zwischen Weissach und Korntal lange Holzzüge eingesetzt, teilweise sogar mehrere am Tag. Da die WEG-NE-81-Triebwagen (auch in Doppeltraktion) für diese Aufgabe auf Dauer ungeeignet waren, wurde die Diesellok V 122 der WEG der Strecke Gaildorf West–Untergröningen entliehen, später eine Diesellok der DB aus Stendal.

## Streckenverlauf
Die Strohgäubahn verbindet Korntal im Landkreis Ludwigsburg mit Weissach im Landkreis Böblingen. Die Strecke führt durch eine für den Bahnbau topographisch anspruchsvolle Landschaft. Der Trassenverlauf ist von starken Steigungen und Gefällen geprägt. Der tiefste Punkt der Strecke befindet sich im Bahnhof Schwieberdingen, der höchste am Bahnübergang Rutesheimer Straße in Heimerdingen. Die Strohgäubahn verläuft ab Korntal in vielen Kurven und Kehren hauptsächlich durch eine Felderlandschaft, ab Schwieberdingen steigt sie am Talhang der Glems, ab Hemmingen führt sie durch bewaldetes Gebiet und vor Weissach folgt ein starkes Gefälle.

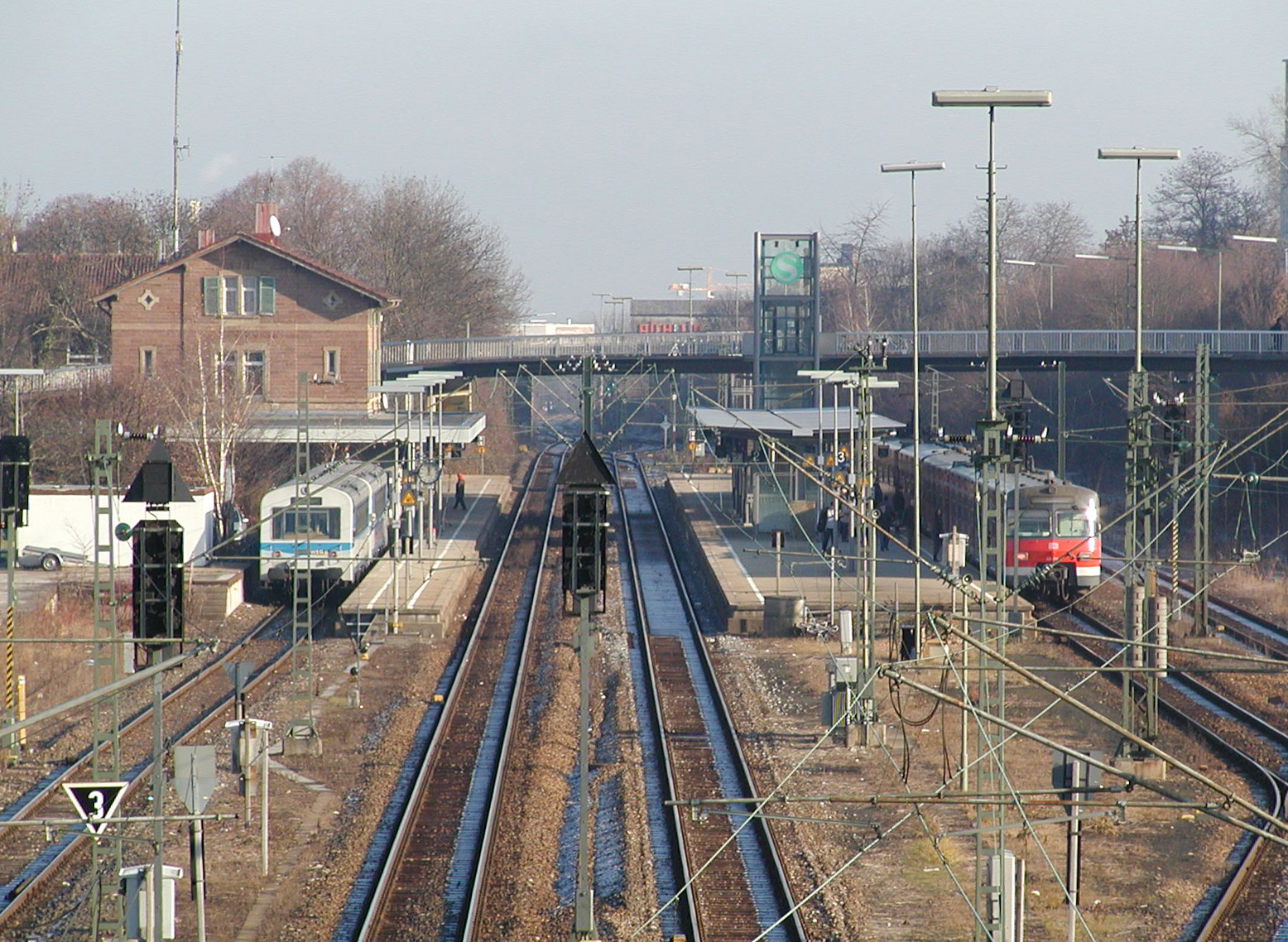
Bahnhof Korntal
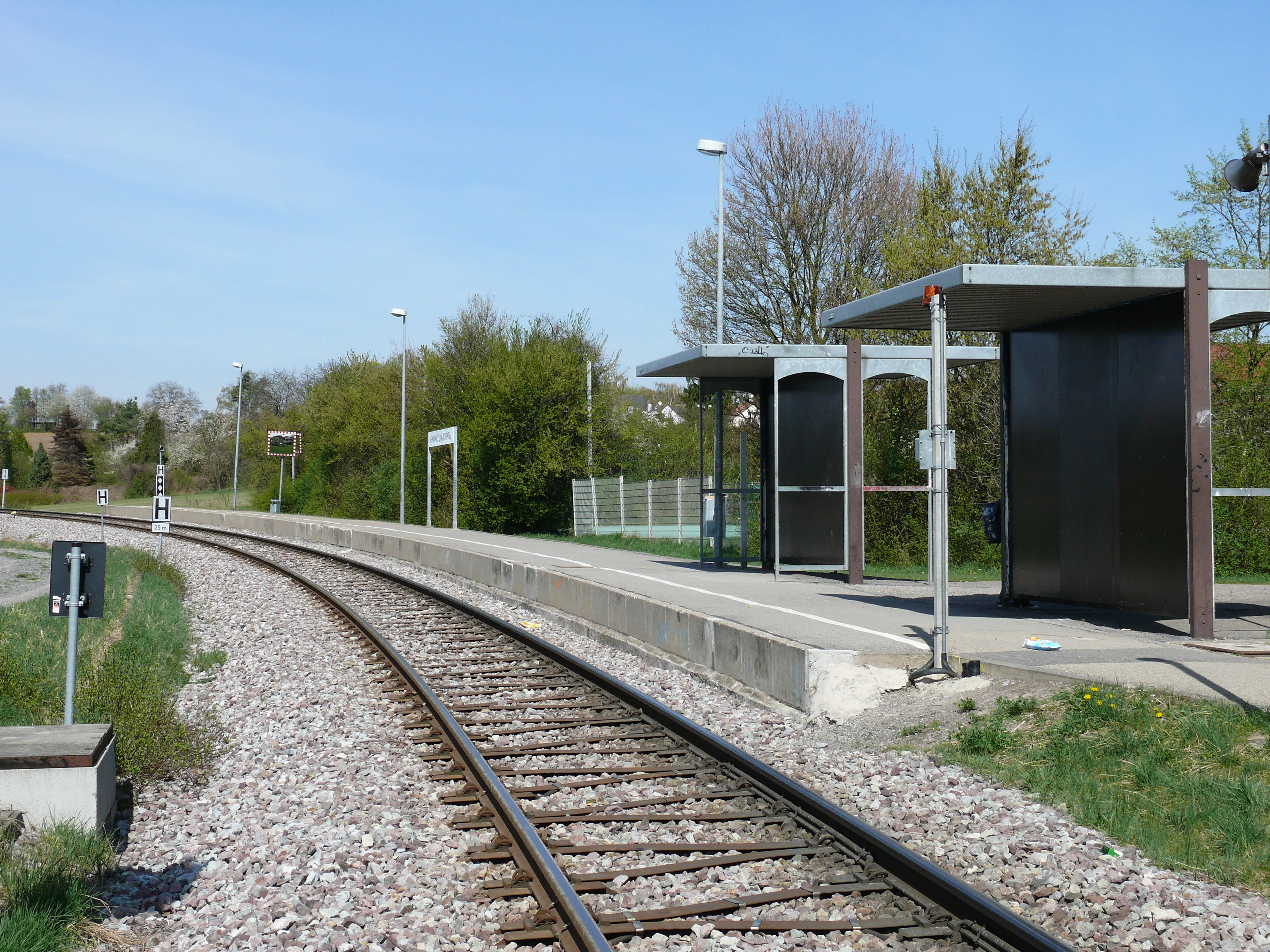
Korntal Gymnasium
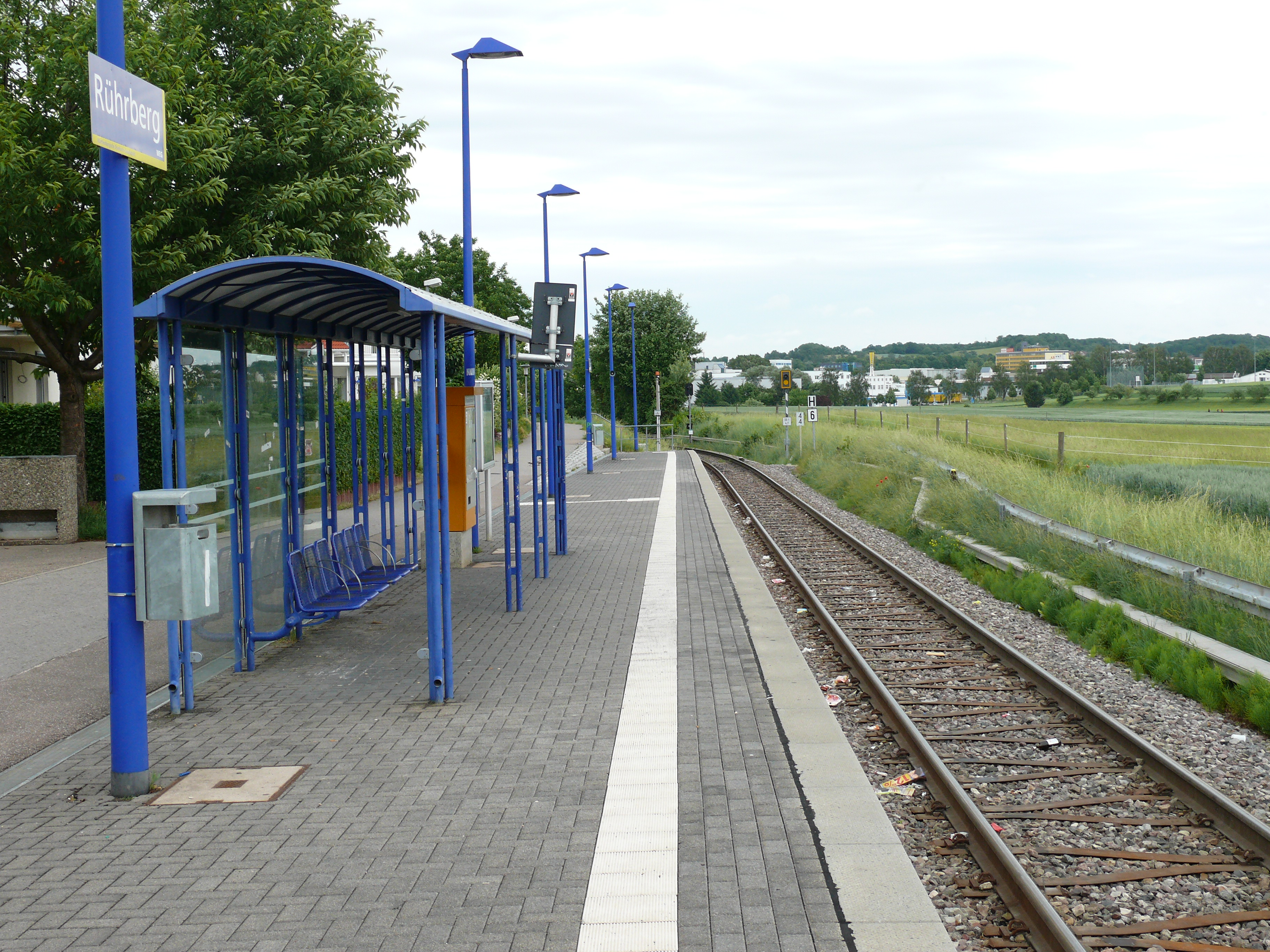
Münchingen-Rührberg
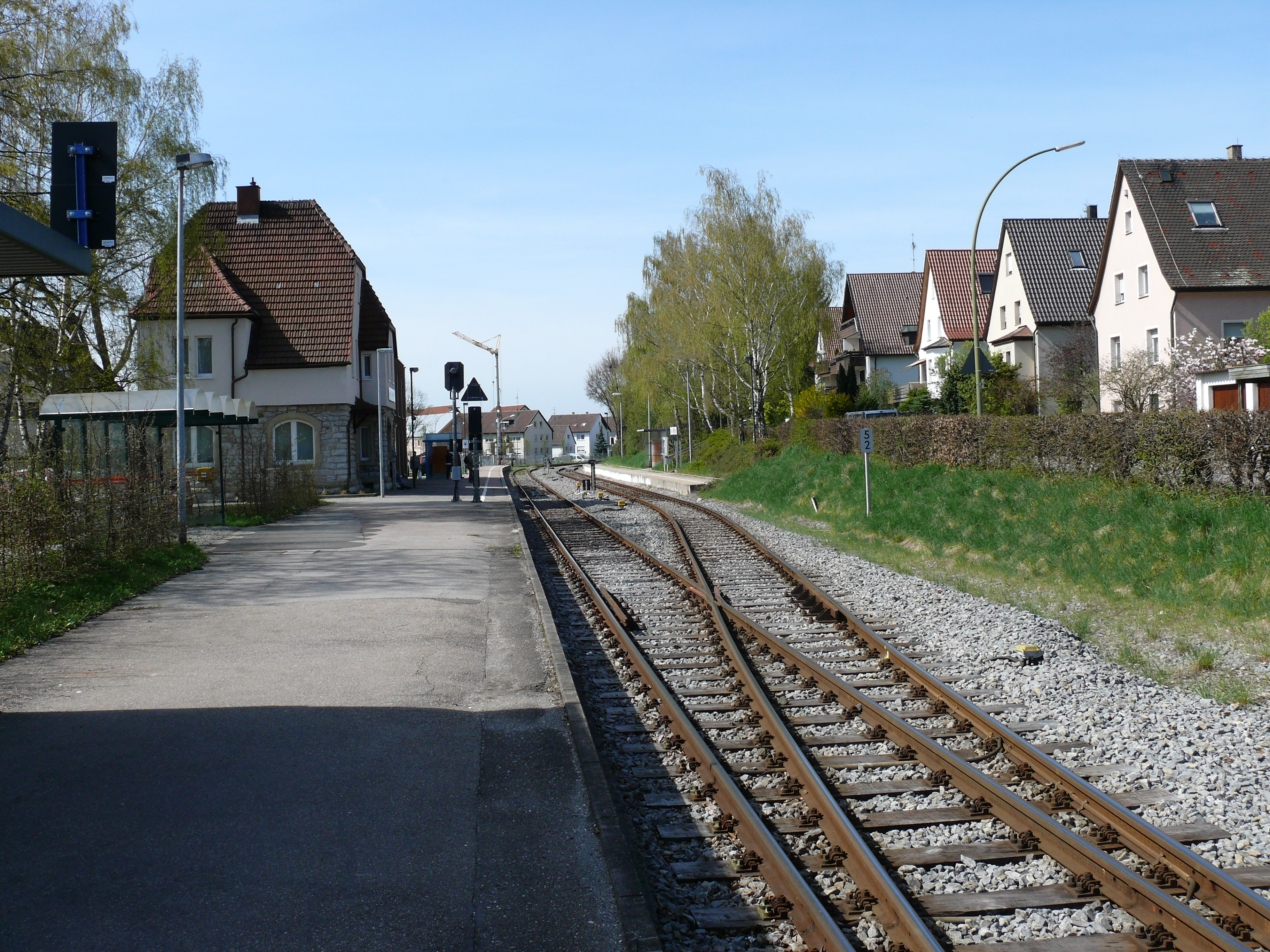
Münchingen
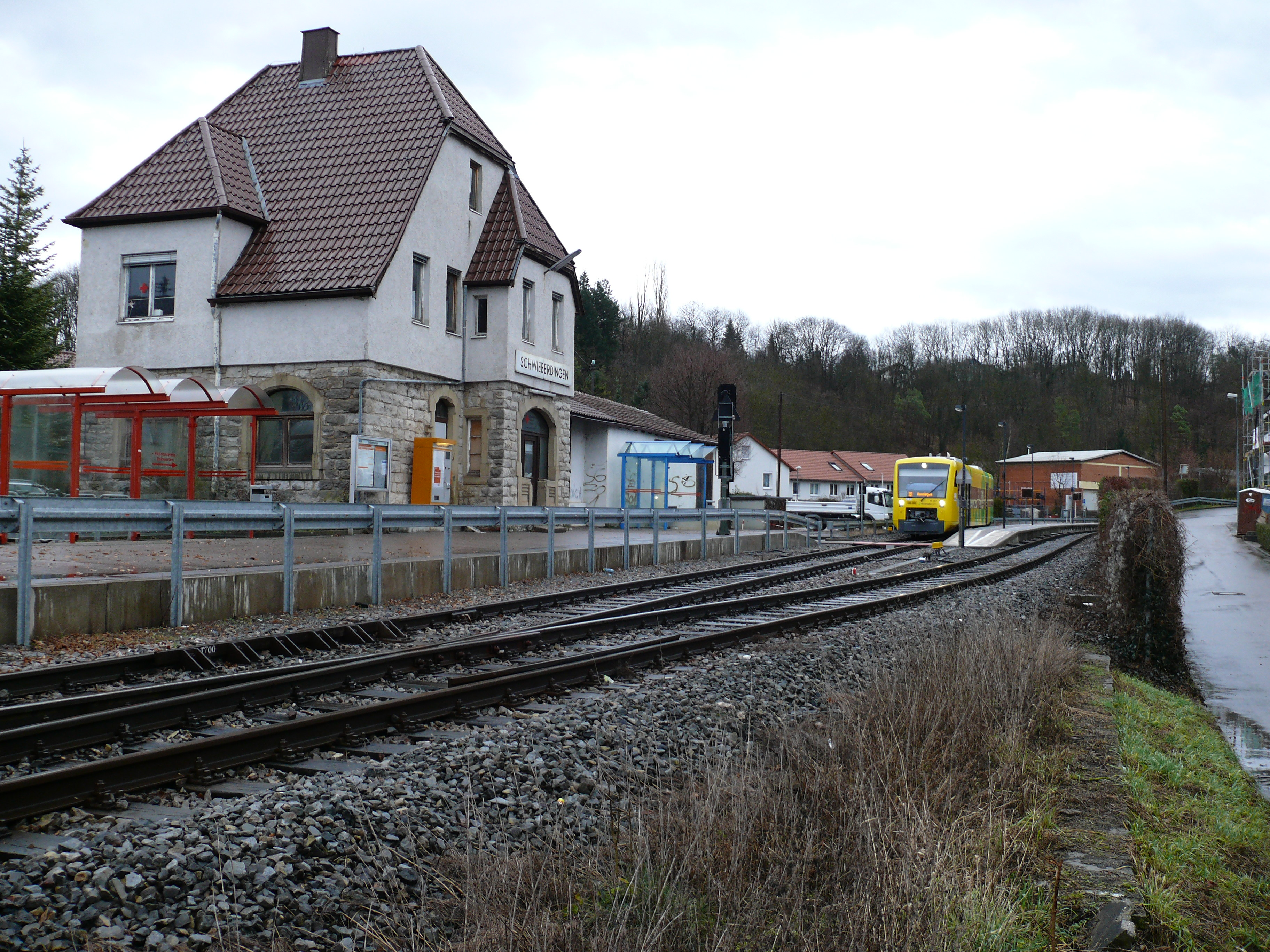
Schwieberdingen
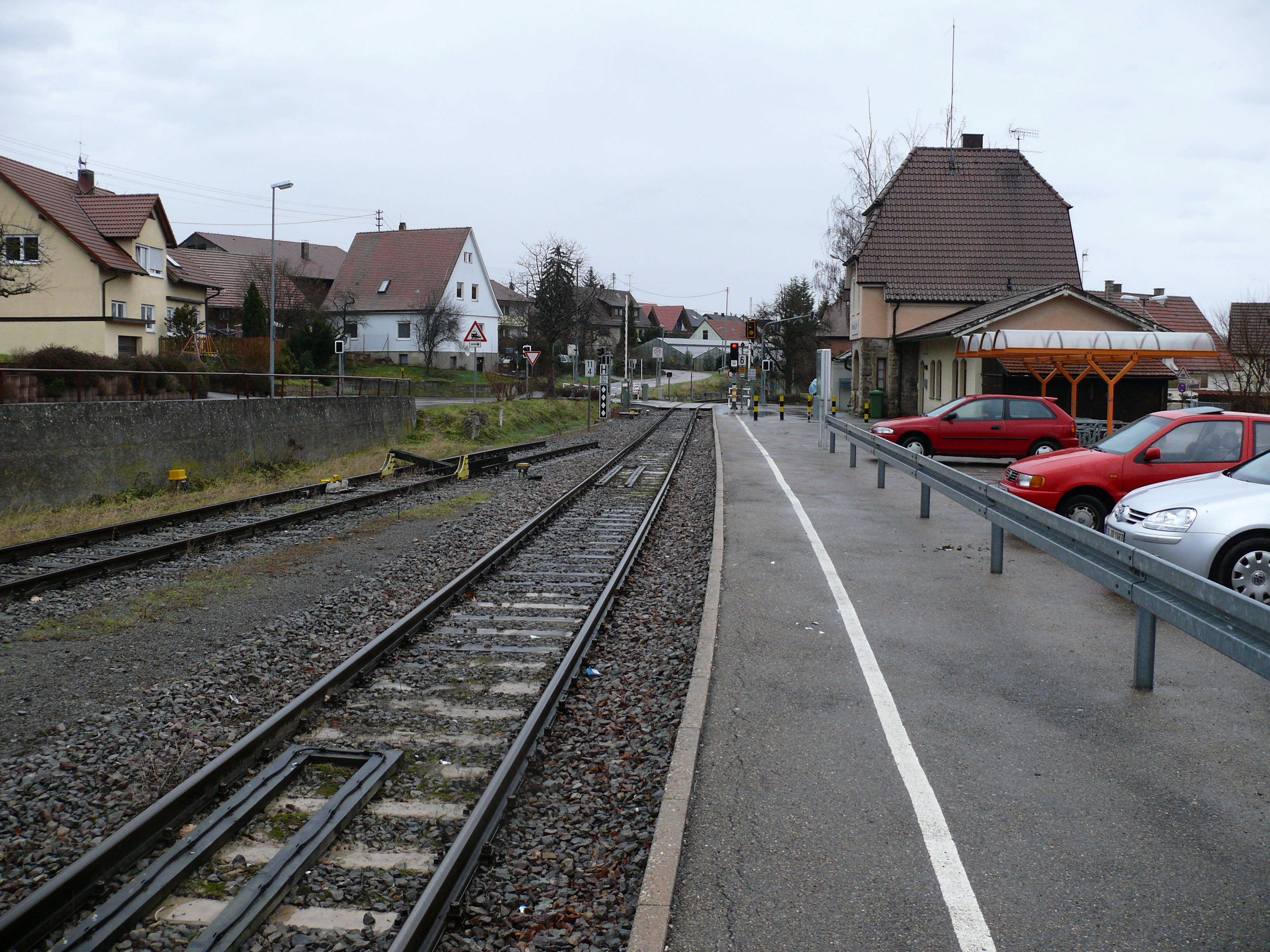
Hemmingen
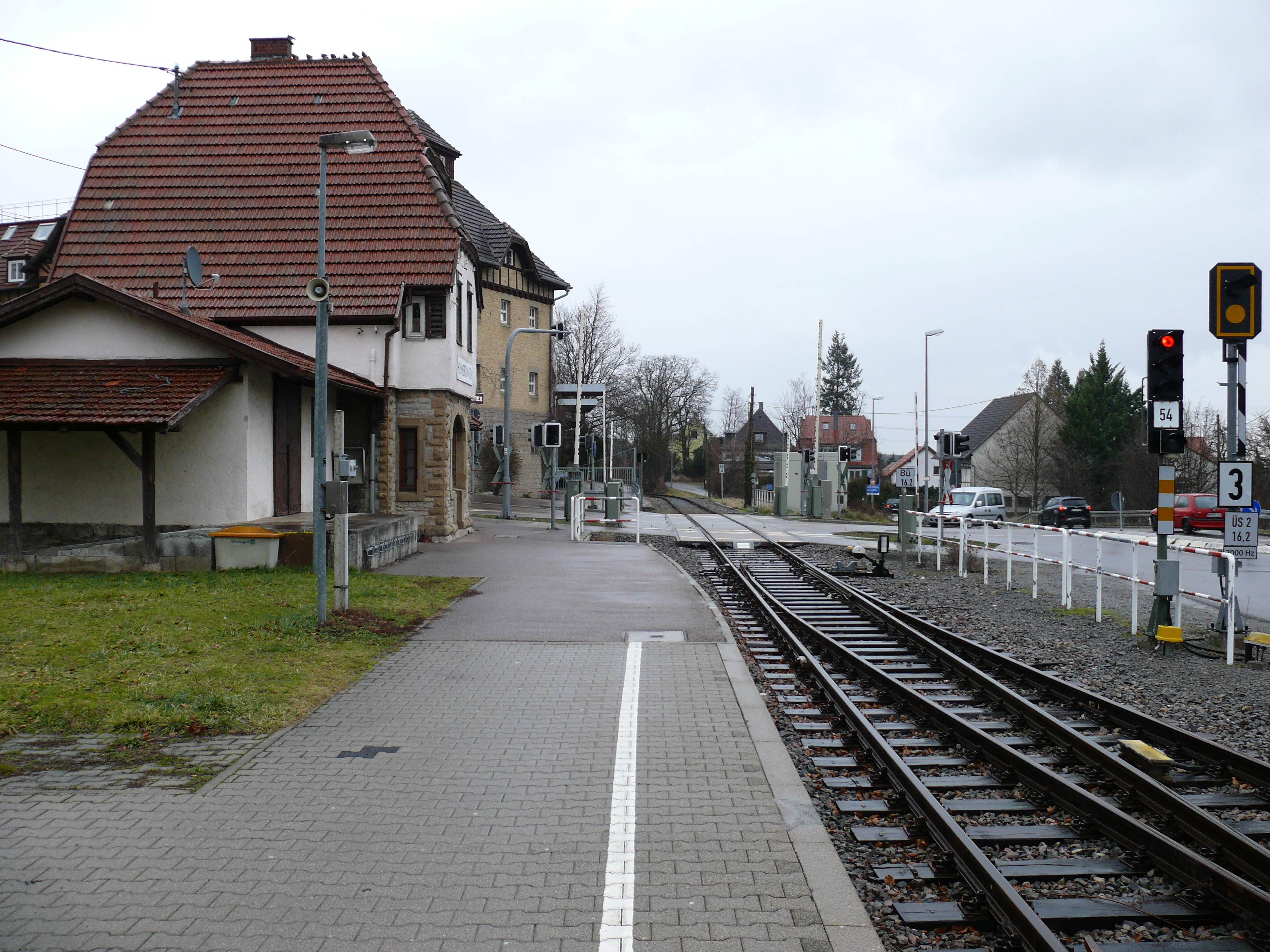
Heimerdingen
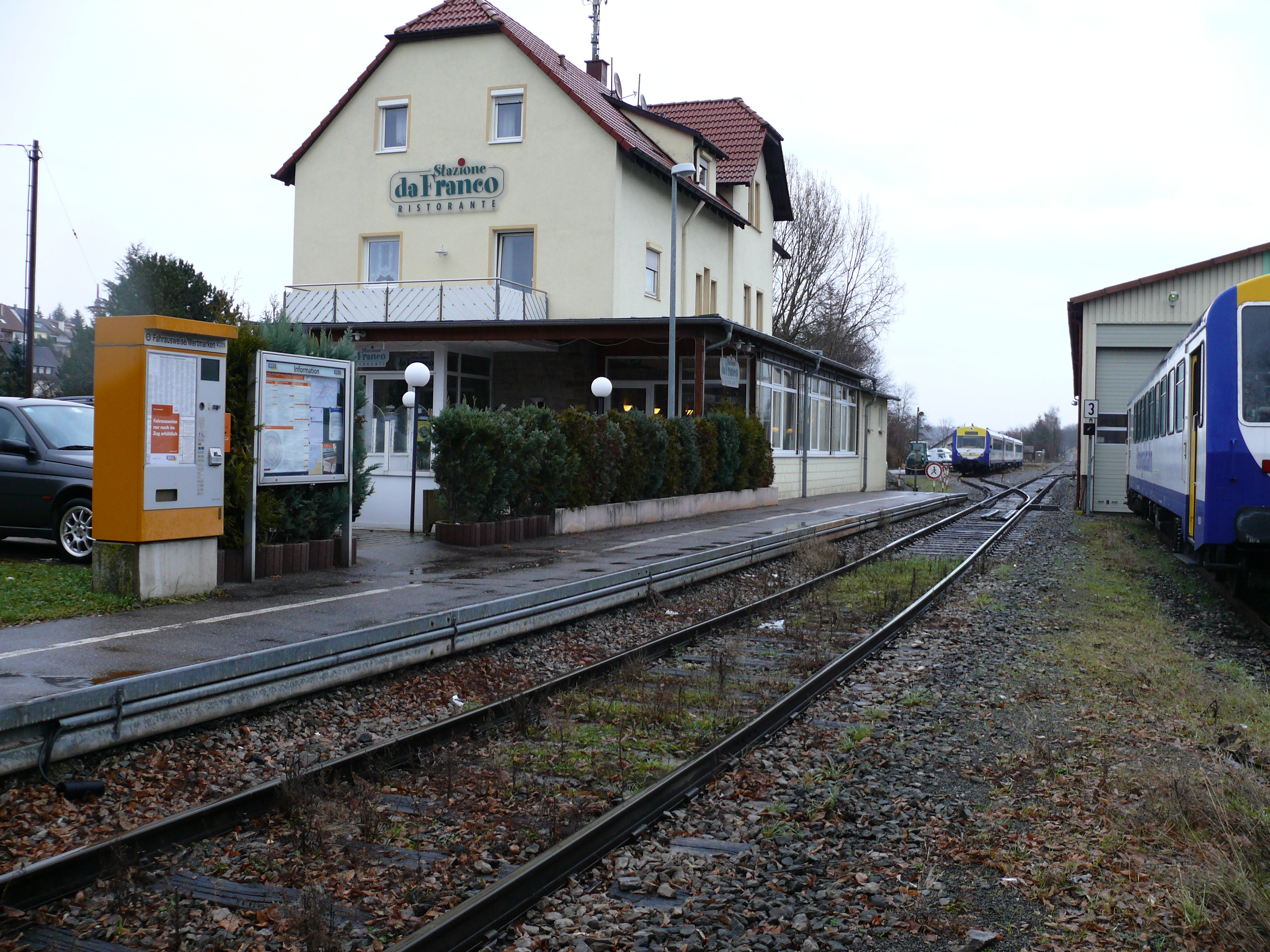
Weissach

## Betrieb

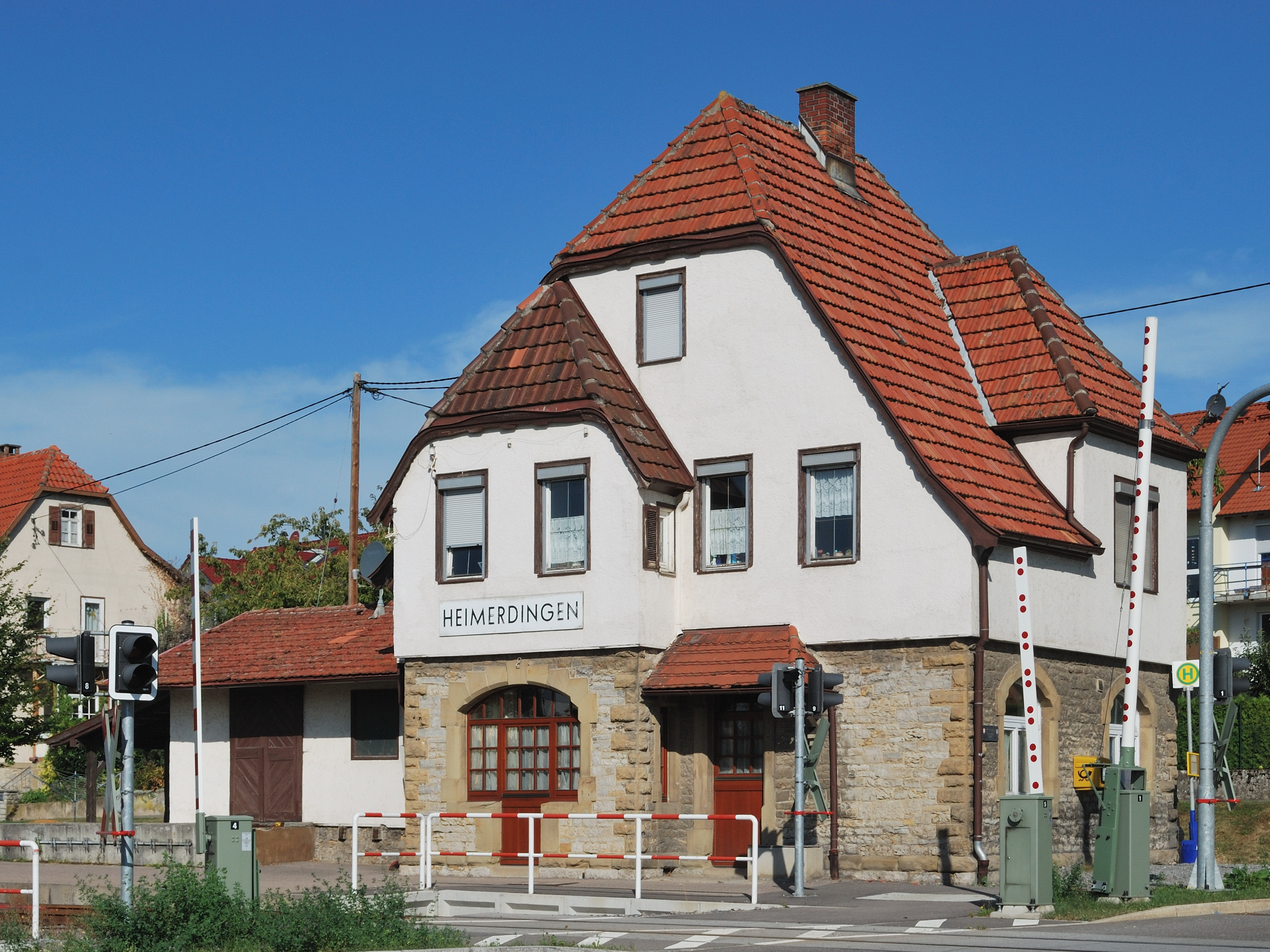
Bahnhof Heimerdingen

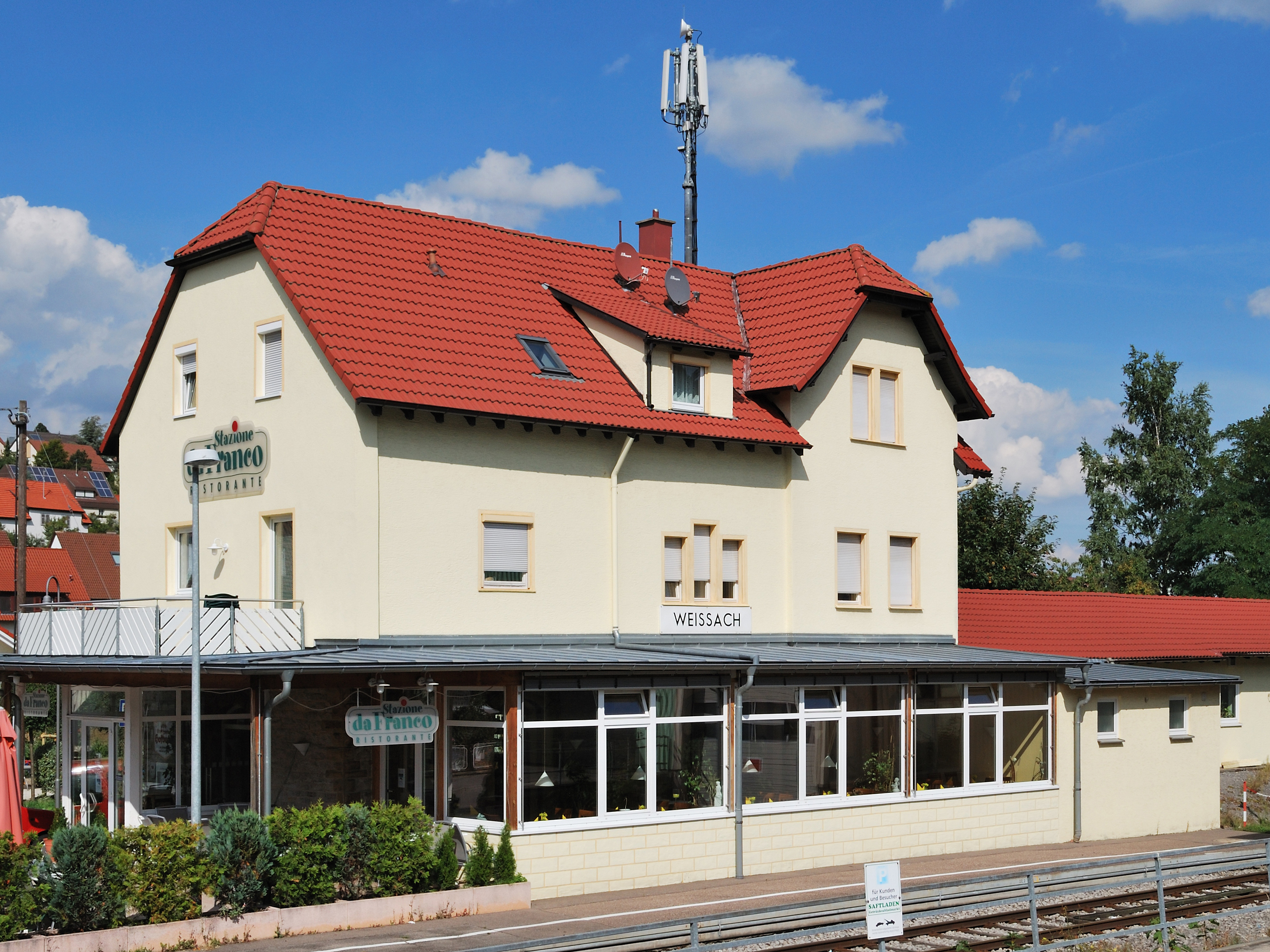
Endbahnhof Weissach

In Korntal existiert ein Bahnbetriebswerk, in welchem die Fahrzeuge der Strecke gewartet und repariert werden. Die ehemalige Betriebswerkstatt in Weissach ist heute Eigentum der Gesellschaft zur Erhaltung von Schienenfahrzeugen, die hier den denkmalgeschützten Hohenzollernzug wartet und einsetzt.
Die Strecke ist eingleisig und hat mittels Rückfallweichen Kreuzungsmöglichkeiten in den Bahnhöfen Hemmingen, Schwieberdingen und Münchingen.
Bis Dezember 2012 fuhren die Züge in den Hauptverkehrszeiten über Korntal hinaus auf der Infrastruktur der DB Netz AG (Württembergische Schwarzwaldbahn und Frankenbahn) bis zum Bahnhof Stuttgart-Feuerbach. Dort endeten die WEG-Züge auf dem eigens für diesen Zweck errichteten Stumpfgleis 1a.
Seit dem Fahrplanwechsel im Dezember 2013 wurde die Strecke montags bis freitags zwischen 05:00 Uhr und Mitternacht befahren, an Samstagen begann der Betrieb zwei und an Sonn- und Feiertagen drei Stunden später. Montags bis freitags galt überwiegend ein Halbstundentakt mit zwei Umläufen, die im Bahnhof Münchingen kreuzen. Abends ab 20:30 Uhr und an Samstagen, Sonn- und Feiertagen wurde ganztägig mit einem Umlauf ein Stundentakt angeboten. Zusätzlich verkehrte bis 2017 an Schultagen morgens ein Zug von Weissach nach Korntal. Außerdem standen Fahrplantrassen für Bedarfsgüterzüge zur Verfügung.
Vom 10. Juni bis zum 14. September 2014 erfolgte ein Komplettumbau der Stationen Hemmingen, Münchingen, Münchingen-Rührberg und Korntal Gymnasium. Dazu wurde der Verkehr auf der gesamten Strohgäubahn eingestellt und ein Schienenersatzverkehr mit Bussen eingerichtet.
Die Höchstgeschwindigkeit für Personenzüge beträgt zwischen Korntal und Heimerdingen 80 km/h, für Güterzüge 40 km/h. Zwischen Heimerdingen und Weissach gilt eine grundsätzliche Geschwindigkeitsbegrenzung von 40 km/h. Für die Dampfsonderzüge der Gesellschaft zur Erhaltung von Schienenfahrzeugen (GES) gilt eine Höchstgeschwindigkeit von 30 km/h.
Die steilsten Abschnitte der Strecke sind ein Gefälle von 1:59 von Münchingen nach Schwieberdingen, von 1:68 von Heimerdingen nach Hemmingen und von 1:62 von Heimerdingen nach Weissach.
Die Strohgäubahn unterliegt den Tarifbestimmungen des Verkehrs- und Tarifverbundes Stuttgart. Sie wird hauptsächlich von Berufspendlern Richtung Stuttgart und Schülern, die Schulen in Korntal oder Stuttgart besuchen, genutzt. Nach der Erhebung vom Dezember 2013 werden montags bis freitags jeden Tag rund 3600 Fahrgäste befördert.
Zum Fahrplanwechsel am 13. Dezember 2020 wurde die nunmehr als RB47 bezeichnete Linie an Samstagen zwischen 8 und 23 Uhr vom Stunden- zum Halbstundentakt verdichtet.
Eine Durchbindung der Züge nach Stuttgart-Feuerbach soll laut Angaben der Deutschen Bahn erst nach Fertigstellung von Stuttgart 21 möglich sein. Dazu wäre eine rund eine Million Euro teure Schnittstelle zum DB-Stellwerk im Bahnhof Korntal erforderlich. Mit Einführung der S62 Weil der Stadt – Zuffenhausen (und künftig nach Feuerbach) ist eine Weiterführung der Strohgäubahn nach Feuerbach aufgrund fehlender Trassen- und Bahnsteigskapazitäten nicht mehr möglich.

## Entwicklung seit dem Jahr 2000

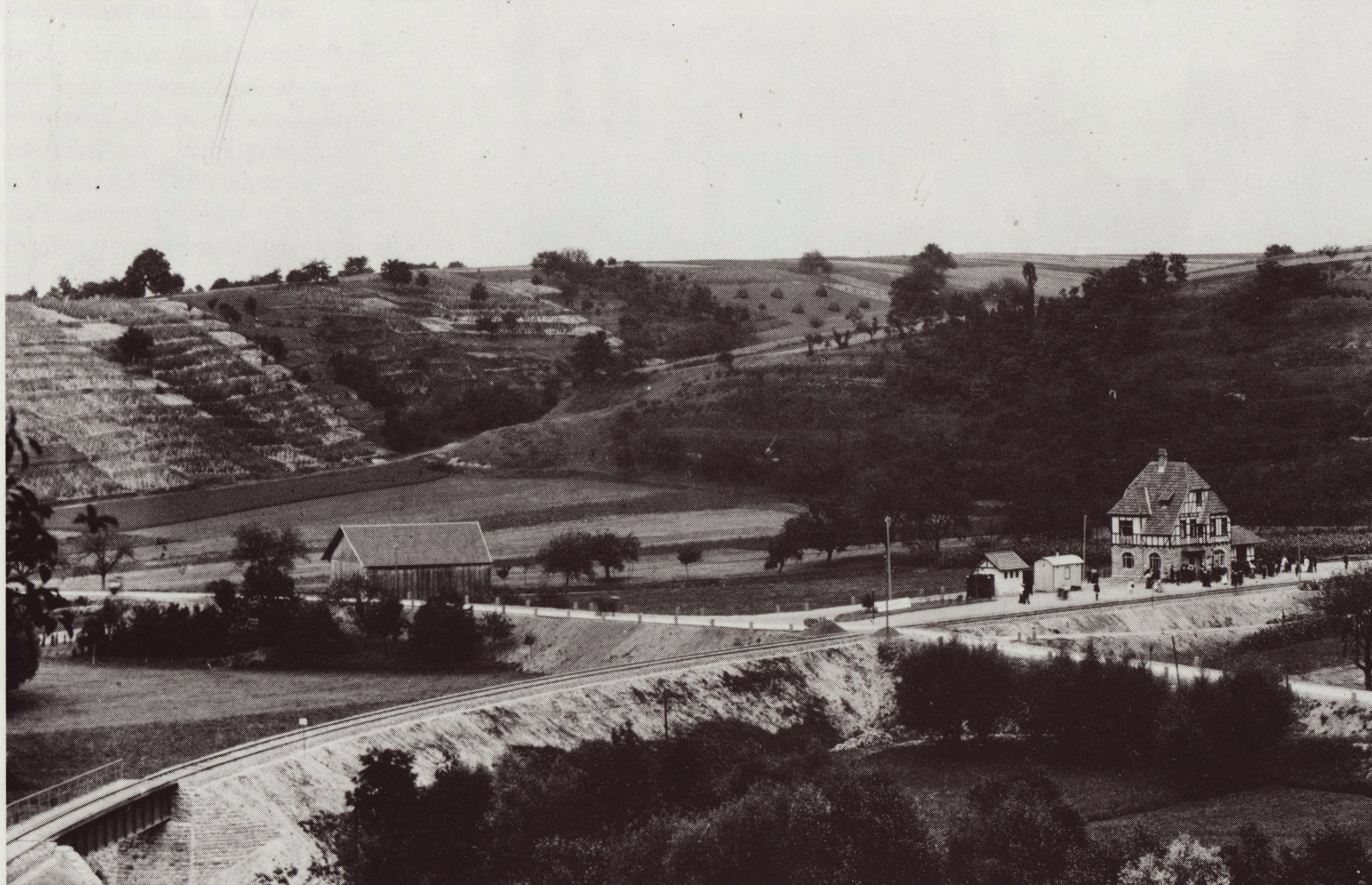
1906: Bahnhof Schwieberdingen und Brücke über die Glems im Jahr der Eröffnung

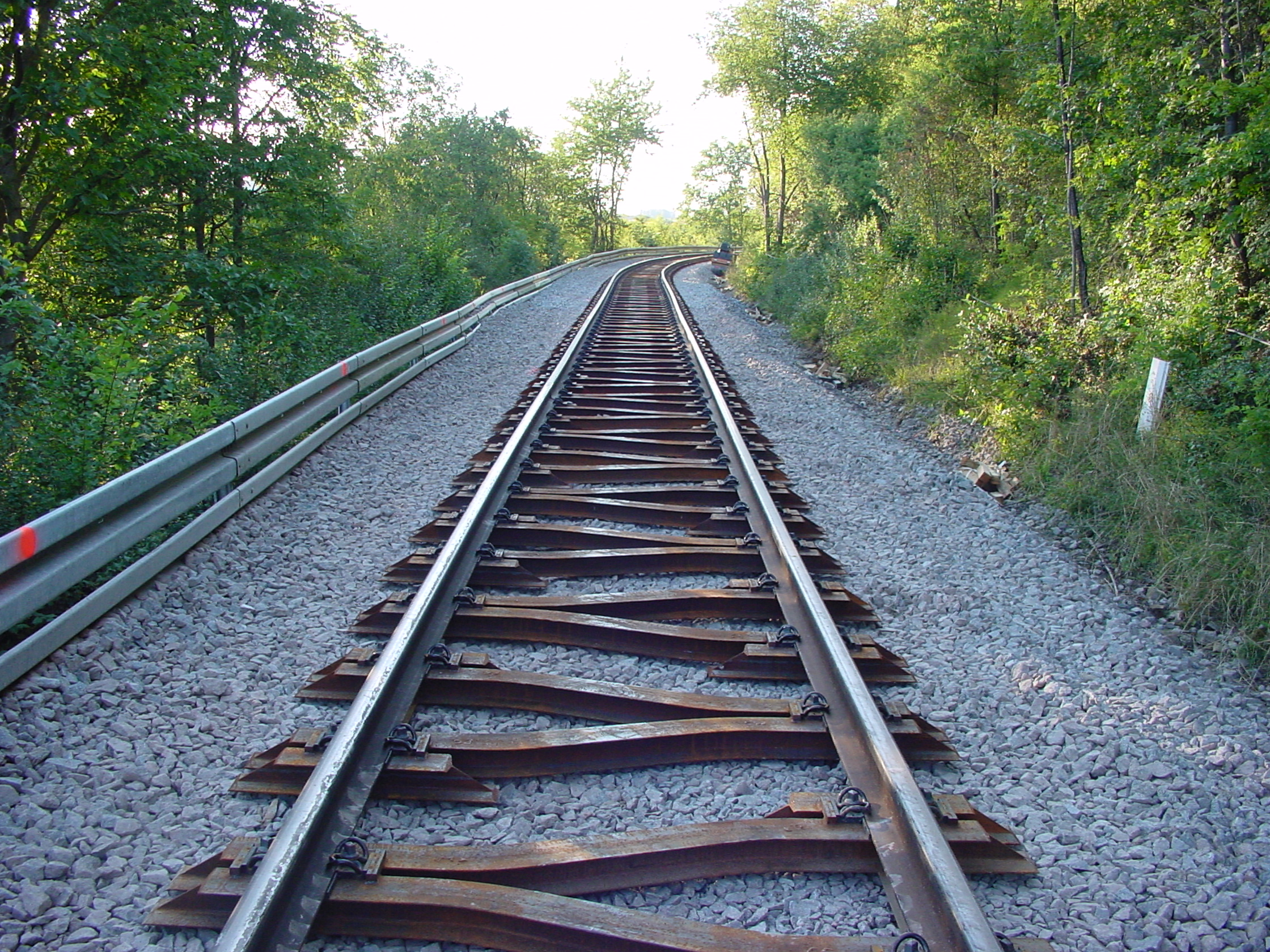
Y-Stahlschwellen

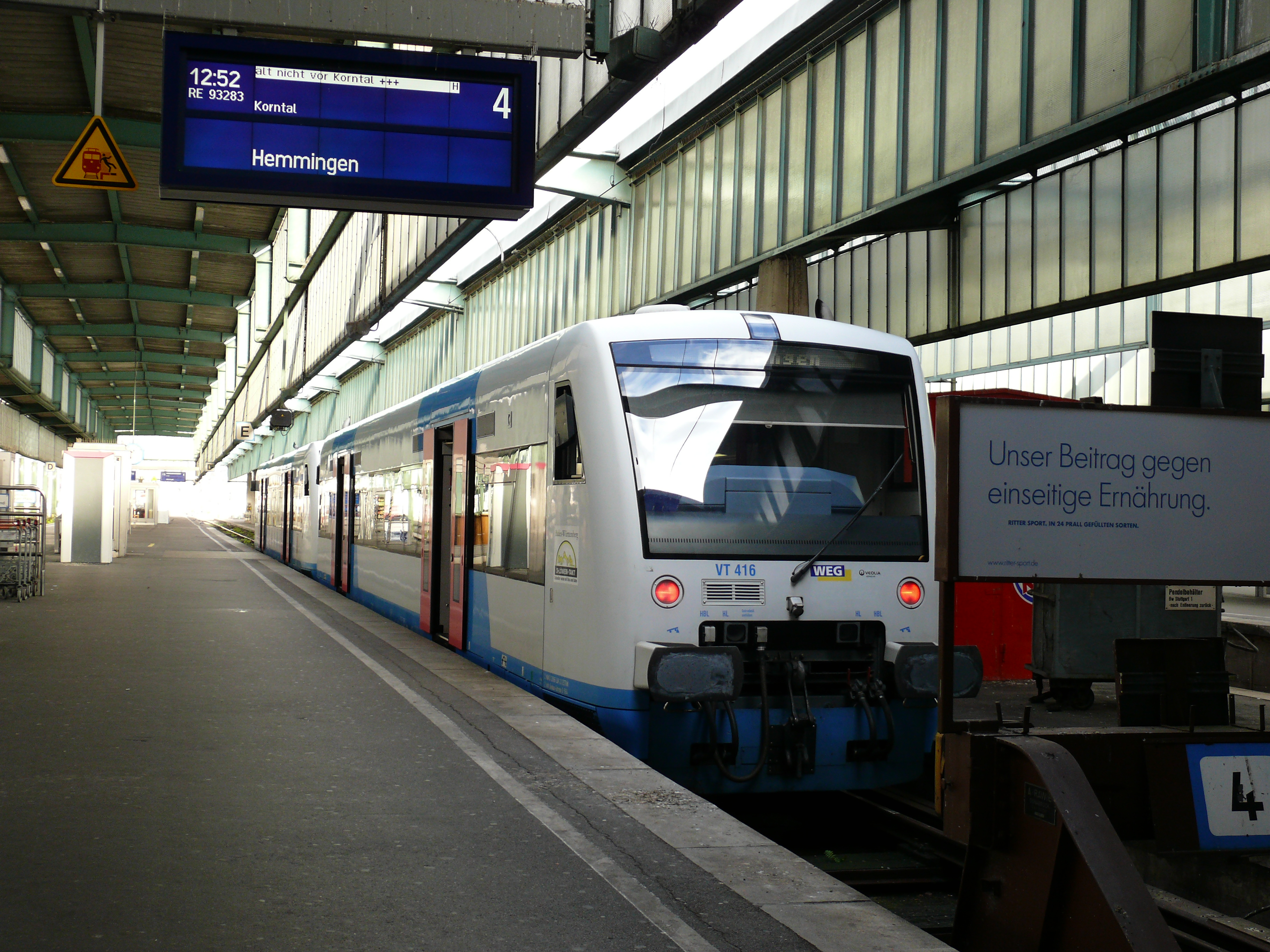
RS1-Doppeltraktion der Strohgäubahn im Stuttgarter Hauptbahnhof

Nachdem mehrfach über eine Stilllegung der Strecke diskutiert wurde, wird sie seit 2004 – hauptsächlich während der Schulferien – abschnittsweise saniert. Im Jahre 2004 wurde die 98 Jahre alte Glemsbrücke durch einen Neubau aus Stahlbeton ersetzt. Der gesamte Streckenabschnitt zwischen Schwieberdingen und Hemmingen wurde komplett grunderneuert, da verschlämmter Schotter zu Problemen führte. In vielen Abschnitten wurden auf Y-Stahlschwellen neue Schienen eingebaut.
Im Jahre 2005 wurden beim Sanieren des Abschnitts Korntal – Münchingen an der Unterführung unter der A 81 die Gleise abgesenkt, um für eine eventuelle Elektrifizierung vorbereitet zu sein, da gleichzeitig in einer durch den Verband Region Stuttgart beauftragten Studie untersucht wurde, ob eine Aufnahme der Strohgäubahn ins Streckennetz der Stuttgarter Straßenbahnen AG mit Durchbindung auf die alte Filderbahn bis nach Neuhausen auf den Fildern wirtschaftlich sinnvoll ist. In diesem Fall wären auf dem Typ DT 8 basierende Zweisystem-Triebwagen angeschafft worden, welche auch auf den Strecken der DB hätten verkehren können. Dabei hätte es sich aber um eine Neuentwicklung des Fahrzeuges gehandelt, da es kein vergleichbares Fahrzeug gibt, welches für Stuttgarter Verhältnisse geeignet ist. Ein weiteres Problem würde die geringe Fahrzeugbreite von 2,65 Metern des DT 8 darstellen, welche zu einem zu großen Spalt bei den Bahnsteigen der S-Bahn geführt hätte. Zudem kann der DT 8 nur an Hochbahnsteigen halten, welche auf der Strohgäubahn an sämtlichen Halten hätten errichtet werden müssen. Auch hier wäre die zu große Bahnsteigspalte bei den Hochbahnsteigen nach EBO problematisch gewesen. Die neu zu bauende Übergangsstelle zur Stadtbahn wäre am Bahnhof Feuerbach gewesen. Die gesamten Gleisanlagen der Strohgäubahn hätten dann mit 15 kV Wechselspannung elektrifiziert werden müssen.
Im September 2006 wurde das Ergebnis der Wirtschaftlichkeitsstudie vorgestellt: Ein Zweisystem-Stadtbahn-Ausbau der Strohgäu- und Filderbahnen sei nicht sinnvoll, da die Stuttgarter Region bereits über zwei Schnellbahnsysteme und damit bereits über eine ausreichende Schienenanbindung verfügt.
Im Frühjahr 2007 wurde ein weiteres Gutachten „Weiterentwicklung Strohgäubahn, Optimierter Dieselbetrieb“, beauftragt durch den Kreis Ludwigsburg, veröffentlicht. Hier wurde für den weiteren Dieselbetrieb der Betrieb auf unterschiedlichen Teilstrecken gegenübergestellt. Dieses Gutachten sollte die Grundlage liefern für weitgehende Investitionen in die Strecke und in neue Fahrzeuge und für den Abschluss eines langjährigen Betreibervertrags mit dem derzeitigen Betreiber Württembergische Eisenbahn-Gesellschaft.
Es wurden drei Varianten mit unterschiedlichen Endpunkten im Strohgäu entwickelt und bewertet:
- Min-Variante: Hemmingen – Korntal – Feuerbach
- Basisvariante: Heimerdingen – Korntal – Feuerbach
- Max-Variante: Weissach – Korntal – Feuerbach

Die Durchbindung bis Feuerbach wies hohe Kosten auf, denen keine entsprechende Fahrgastmehrung gegenüberstand. Außerdem würden die betrieblichen Schwierigkeiten fortbestehen, die sich aus der gemeinsamen Nutzung der S-Bahn-Gleise zwischen Korntal und Feuerbach ergeben und zu Lasten der Fahrplanstabilität der Strohgäubahn gehen würden.
Daraufhin wurde die Variante Heimerdingen – Korntal untersucht, die sogenannte NE-Variante („Nebenbahn-Variante“). Für diese Variante prognostizierten die Gutachter den geringsten Fahrgastzuwachs, aber auch die geringsten Kosten und die geringsten Risiken für die Betriebsqualität der Strohgäubahn. Eine Verkürzung der NE-Variante nach Hemmingen hätte keine Einsparungen bei den Betriebskosten ergeben. Eine Verlängerung der NE-Variante nach Weissach hätte durch die Erhöhung der Umlaufzeit von 60 auf 90 Minuten und notwendige Investitionen in die Infrastruktur des Streckenabschnitts Heimerdingen – Weissach Mehrkosten verursacht, die durch den prognostizierten Fahrgastzuwachs nicht ausgeglichen worden wären. Das jährliche Gesamtdefizit der Strohgäubahn wäre um ca. 500.000 Euro gestiegen. Das Gutachten empfahl daher unter Berücksichtigung verkehrlicher, betrieblicher und wirtschaftlicher Gesichtspunkte die NE-Variante.
Der Kreistag Ludwigsburg sowie die Gemeinderäte der Anliegergemeinden beschlossen daraufhin in jeweils eigenen Sitzungen im Sommer, dass die NE-Variante umgesetzt werden soll. Die Bürgermeister unterschrieben am 16. Dezember 2009 einen Investitionsvertrag. Am 14. Dezember 2009 gründeten die Gemeinden Ditzingen, Korntal-Münchingen, Hemmingen und Schwieberdingen den Zweckverband Strohgäubahn. Er ist als Aufgabenträger für den Verkehr der Bahn zuständig. Er kaufte der WEG die Strecke zwischen Korntal und Heimerdingen für 320.000 Euro ab, dafür erhielt die WEG die Betriebsführung ab Dezember 2012 für zwölf Jahre. Die Gemeinde Weissach erwarb den Streckenabschnitt zwischen Heimerdingen und Weissach, um die Bahninfrastruktur zu sichern.
Das Ausbauprojekt kostet knapp 50 Millionen Euro.

## Maßnahmen des Zweckverbandes seit 2010

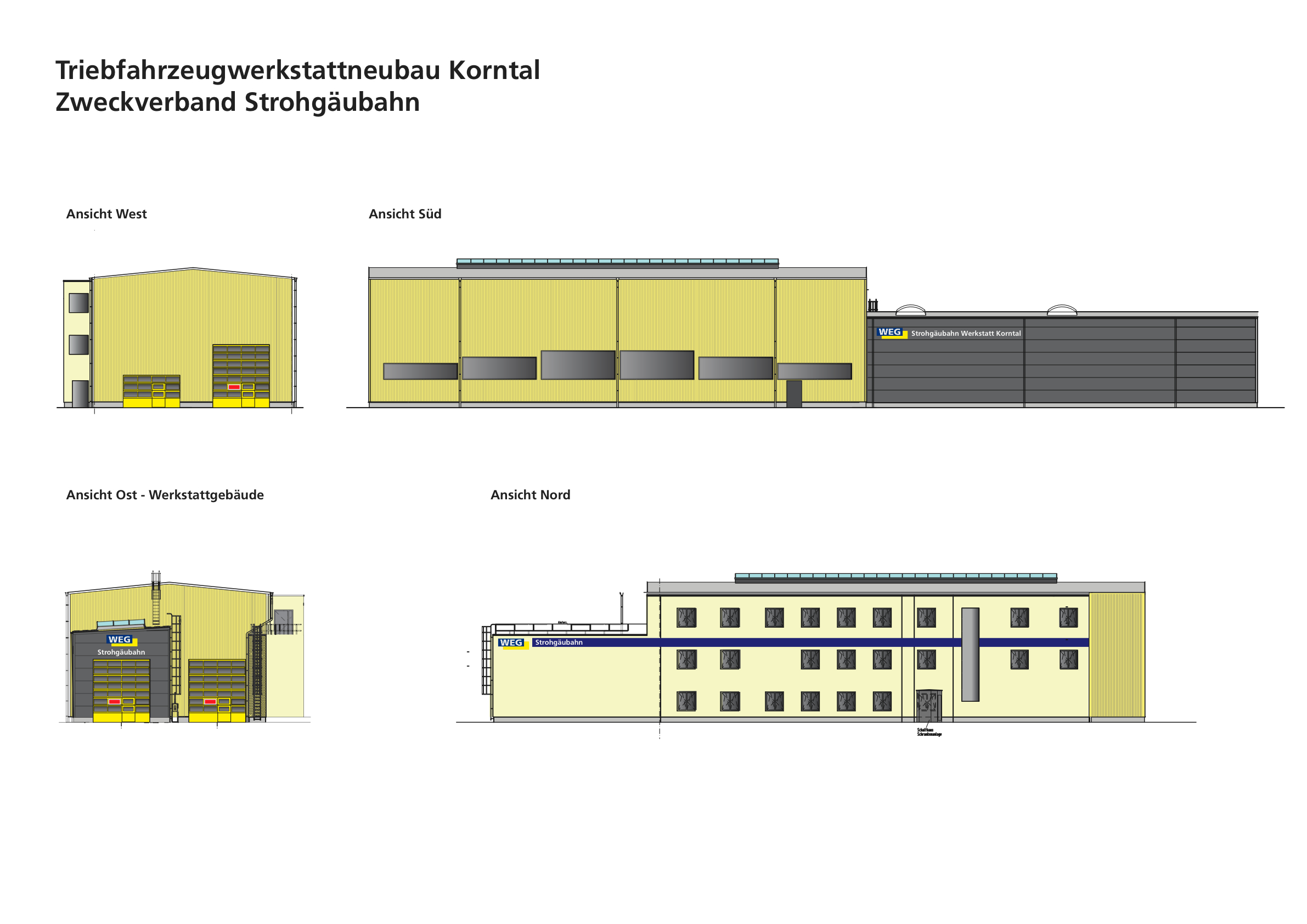
Neue Betriebswerkstatt

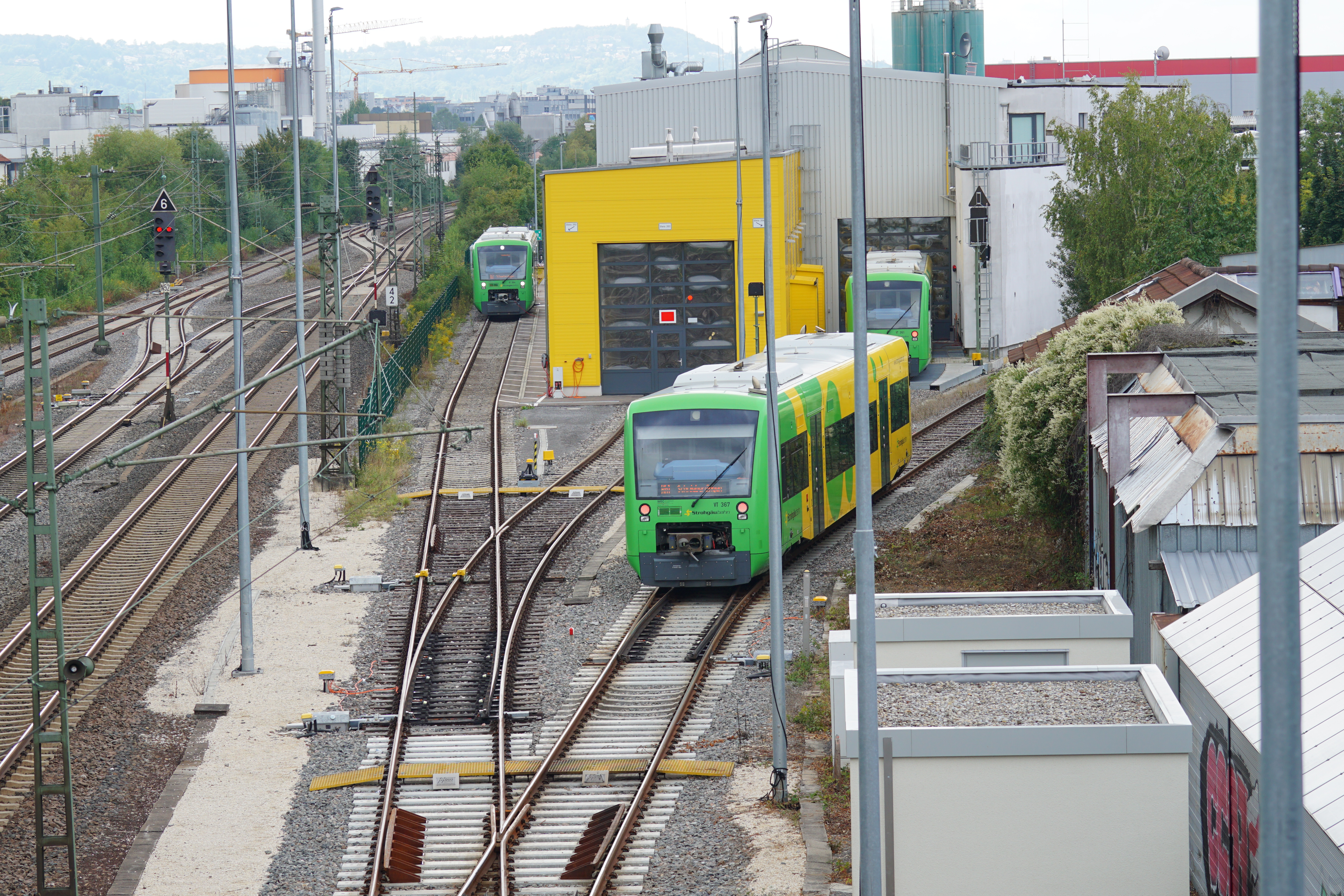
Betriebswerkstatt Korntal, die Strohgäubahn zweigt nach rechts ab

Im Jahr 2010 wurde der Streckenabschnitt zwischen Schwieberdingen und der Hagmühle modernisiert. In den Sommerferien 2011 wurden die Modernisierungsarbeiten im Abschnitt zwischen Münchingen und Schwieberdingen fortgesetzt. Für den Umbau des Bahnhofs Schwieberdingen wurden die Sommerferien 2013 genutzt.
Für die Errichtung der beiden Außenbahnsteige wurde der 1996 erbaute Mittelbahnsteig abgerissen. Bei Stadler in Berlin wurden acht neue Fahrzeuge vom Typ Regio-Shuttle in Niederflurtechnik für den Zweckverband bestellt. Sie wurden 2012 im neuen gelb-grünen Design ausgeliefert und tragen die Nummern VT 361 – VT 368. Diese werden von der WEG gewartet und instand gesetzt. Erstmals auf dieser Strecke weisen die neuen Fahrzeuge nur noch eine Mittelpufferkupplung auf. Somit muss der anfallende Güterverkehr mit anderen Fahrzeugen abgewickelt werden.
Am westlichen Ende des Bahnhofs Korntal auf dem Gelände der ehemaligen Lokstation der WN begannen im April 2014 die Bauarbeiten für eine neue Betriebswerkstatt, sie wurde am 15. April 2015 eröffnet. Das Gelände befindet sich noch im Eigentum der WEG, geht dann aber wie der Rest der Strecke an den Zweckverband über. Zwischen Juni und September 2014 wurden die Bahnhöfe Hemmingen und Münchingen sowie die Haltepunkte Münchingen-Rührberg und Korntal Gymnasium komplett umgebaut. Im genannten Zeitraum wurde der Verkehr auf der gesamten Strohgäubahn eingestellt und im Schienenersatzverkehr bedient. Unter anderem wird durch diese Umbaumaßnahmen die Bahnsteighöhe auf 60 Zentimeter angepasst, um einen barrierefreien Einstieg in die neuen RS1-Fahrzeuge zu ermöglichen. Für das Jahr 2017 waren Investitionen von 4,35 Millionen Euro für Infrastruktur und Fahrzeuge vorgesehen. Seit 3. September 2018 wird der Abschnitt Hemmingen – Heimerdingen wieder regelmäßig im Personenverkehr bedient. Im September 2019 wurde am Stangenweg in Hemmingen eine zusätzliche Unterführung gebaut.

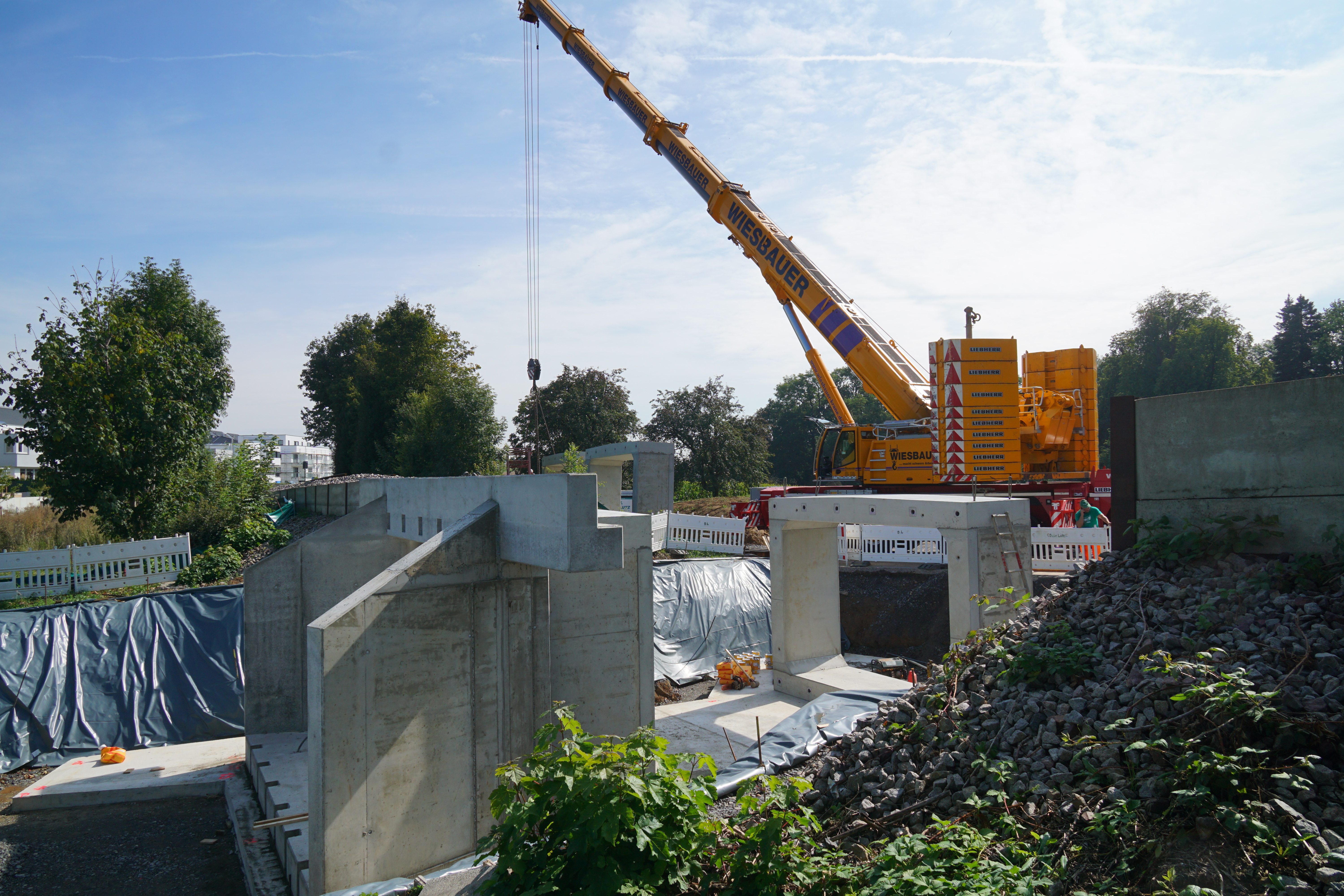
Bau der Unterführung am Stangenweg Hemmingen September 2019

Von der Bodensee-Oberschwaben-Bahn wurden im März 2022 zwei weitere Fahrzeuge des Typs Regio-Shuttle gebraucht erworben, um Kapazitätsspitzen besser bedienen zu können. Die Fahrzeuge müssen noch an das Kupplungssystem der bestehenden Fahrzeuge der Strohgäubahn angepasst werden und sollen ab 2023 zum Einsatz kommen.
Aufgrund gestiegener Kosten für den laufenden Betrieb der Strohgäubahn überlegen die Mitglieder des Zweckverbands seit September 2022, die Aufgabenträgerschaft für die Strohgäubahn an das Land Baden-Württemberg zu übergeben. Damit würde man dem Beispiel anderer NE-Bahnen in Baden-Württemberg folgen, welche bereits in die Aufgabenträgerschaft des Landes übergegangen sind, so z. B. die Achertalbahn, Harmersbachtalbahn, Münstertalbahn, Kaiserstuhlbahn, Zollern-Alb-Bahn 2 sowie die Ammertalbahn ab Dezember 2022 und die Herrmann-Hesse-Bahn ab Dezember 2024. Grundlage hierfür ist dieser Passus aus dem Koalitionsvertrag von 2021:
„Das Land wird schrittweise seine gesetzliche Aufgabenträgerschaft für den Nahverkehr auf allen Eisenbahnstrecken wahrnehmen.“
Ein im März 2023 durch das Land Baden-Württemberg vorgelegtes Konzept zur Entwicklung des Eisenbahnknotens Stuttgart bis 2040 sieht vor, Züge der Strohgäubahn über die Panoramabahn zur Schönbuchbahn durchzubinden.

## Leit- und Sicherungstechnik
1995 und 1996 wurde auf der Strohgäubahn der Streckenblock eingerichtet. Hierfür erhielten alle Bahnhöfe Ausfahrsignale des Typs Siemens Sicas, ein mit einer sicheren Speicherprogrammierbaren Steuerung realisiertes Elektronisches Stellwerk. Die Leitstelle wurde von Weissach nach Hemmingen verlegt. Dort arbeitete der Zugleiter im Stellwerk. Es wurden entlang der gesamten Strecke seitlich der Gleise Kabelkanäle verlegt. Diese wurden zunächst aus Betonformteilen hergestellt. Zwischenzeitlich wurden an manchen Stellen hochliegende Kunststoffkanäle eingebaut. Der Bahnhof Schwieberdingen wurde zum Kreuzungsbahnhof mit Rückfallweichen umgebaut.
Das Sicas-System basierte auf einem Signalsystem, das für Stadt- und U-Bahnen entwickelt wurde. Die Signale waren an Rohrmasten montiert, die auf gegründete Betonsockel geschraubt werden. Die Signalschirme besaßen jeweils drei Signallaternen übereinander, die in den Farben Rot (oben), Grün (Mitte) und Weiß (unten) geblendet waren. Darunter war jeweils ein Zusatzsignal in einem Gehäuse für Lichtsignalanlagen des Straßenverkehrs angebracht. Mit der Umstellung der Strecke auf Technisch unterstützten Zugleitbetrieb zeigten die Signale nunmehr keinen Fahrtbegriff (Hp 1) – die Zustimmung zur Fahrt geschieht stattdessen fernmündlich durch den Zugleiter –, sondern ein weißes Licht, das Kennlicht. Dafür wurden die grüne Farbblende und das nicht mehr benötigte Zusatzsignal entfernt sowie die weiß-rot-weißen Mastschilder gegen weiß-gelb-weiß-gelb-weiße getauscht.

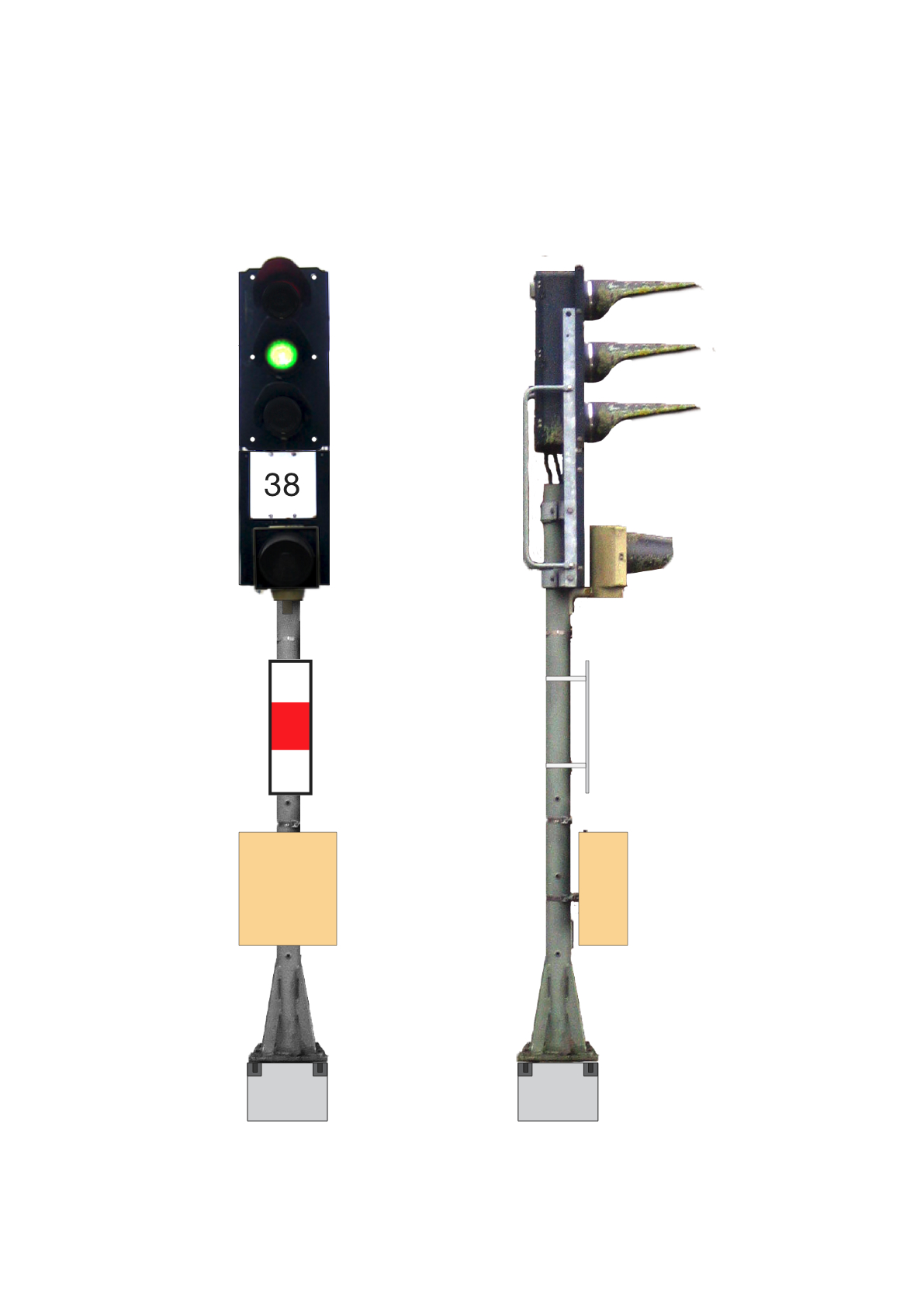
Ausfahrsignal
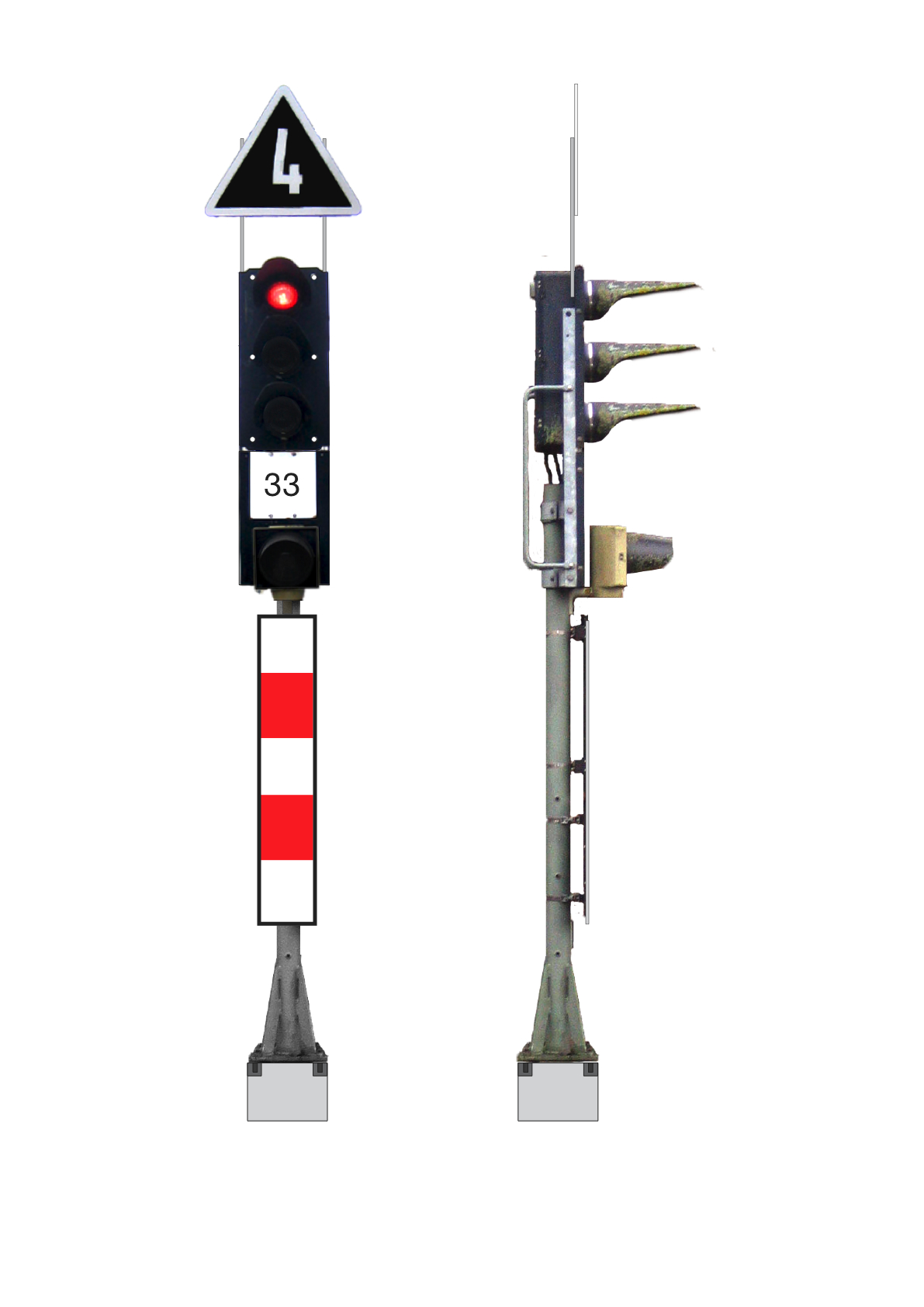
Ausfahrsignal mit Geschwindigkeitstafel (40 km/h)
Laternenanordnung Sicas

Die Zugsicherung erfolgt mit einem Elektronischen Stellwerk in Korntal, welches von der Fahrdienstleitung der WEG in Waiblingen-Beinstein aus überwacht und gesteuert wird. 36 Signale, elf Weichen und 50 Achszähler wurden für die Modernisierung verwendet. Ende 2015 hatte Thales den Zuschlag erhalten, die Leit- und Sicherungstechnik zwischen Korntal und Heimerdingen zu modernisieren. Die Arbeiten sollten noch 2015 beginnen und im Sommer 2016 abgeschlossen werden. Vorgesehen war auch ein gesicherter Übergang von Rangierfahrten in das Netz der Deutschen Bahn. Da es finanzielle Komplikationen gab, wird dieser Abschnitt jedoch erst im Jahr 2017 bereit sein. Die neue Leit- und Sicherungstechnik ging am 10. September 2018 in Betrieb. Damit ging auch eine Taktverdichtung einher. 

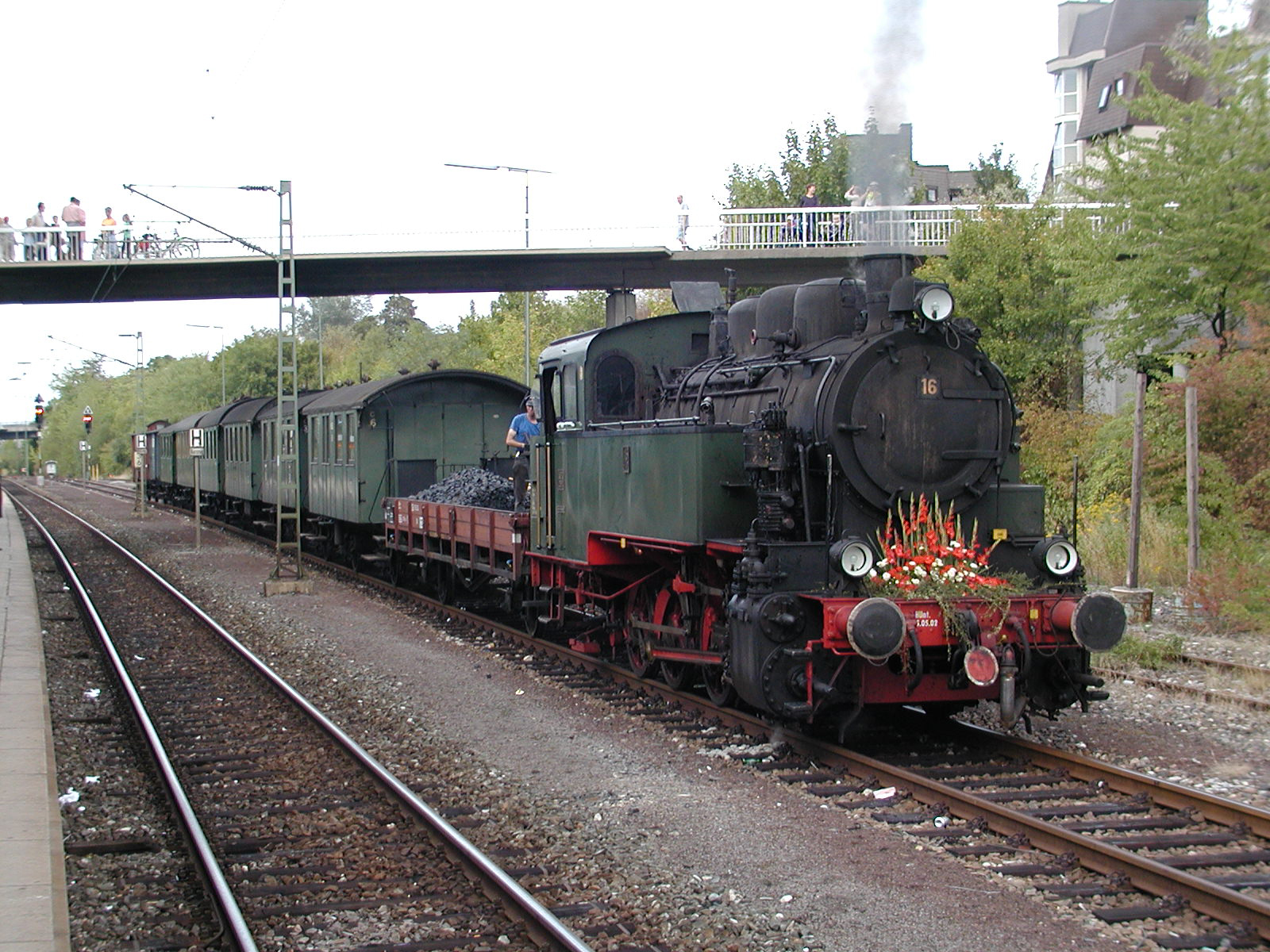
Museumszug der Gesellschaft zur Erhaltung von Schienenfahrzeugen in Korntal

Die zunächst auf eine Million Euro bezifferten Anschlusskosten sollen nach einer Schätzung des Stellwerksherstellers nunmehr nur rund 150.000 Euro betragen. Im November 2016 wurde Thales beauftragt, im Bahnhof Korntal eine rund 150.000 Euro teure Fahrstraßenanpassung vorzusehen, damit Zugfahrten zwischen der Strohgäubahn und der Schwarzwaldbahn möglich werden. Ein Testlauf dafür könne im September 2017 stattfinden.
Der Landkreis setzt sich für eine Verlängerung des Verkehrs bis nach Stuttgart-Feuerbach ein. Eine Verkehrsverbindung zwischen der Strohgäubahn und der Schönbuchbahn, über die Gäubahn zwischen Stuttgart und Böblingen, wird nach Inbetriebnahme von Stuttgart 21 erwogen.

## Museumszüge
Unter dem Namen Feuriger Elias verkehren seit 1971 an Sonn- und Feiertagen in den Sommermonaten sowie in der Vorweihnachtszeit historische Fahrzeuge der Gesellschaft zur Erhaltung von Schienenfahrzeugen auf der Strecke.